# فهرست خورشیدگرفتگی‌های سده ۱۸ (پیش از میلاد)
این فهرست شامل خورشیدگرفتگی‌های سدهٔ هیجدهم پیش از میلاد است که در طی دورهٔ سال ۱۸۰۰ پیش از میلاد تا ۱۷۰۱ پیش از میلاد روی داده‌اند. در این دوره، ۲۵۴ خورشیدگرفتگی رخ داد که ۹۵ مورد آن خورشیدگرفتگی جزئی، ۷۴ مورد خورشیدگرفتگی حلقه‌ای، ۶۴ خورشیدگرفتگی کامل و ۲۱ مورد نیز از نوع خورشیدگرفتگی مرکب بود.
| تاریخ           | زمان بزرگترین گرفت | چرخهٔ ساروس | نوع    | قدر    | مدت زمان            | مکان                                            | مسیر گرفتگی            | ناحیهٔ جغرافیایی | منبع  |
| --------------- | ------------------ | ---------- | ------ | ------ | ------------------- | ----------------------------------------------- | ---------------------- | --------------- | ----- |
| ۲۳ مارس ۱۸۰۰    | ۲۳:۰۹:۱۶           | ۲۰         | Total  | ۱٫۰۴۸۵ | 03 دقیقه و ۵۵ ثانیه | ۳۸°۵۴′جنوبی ۲۲°۳۶′شرقی / ۳۸٫۹°جنوبی ۲۲٫۶°شرقی   | ۱۹۷ کیلومتر (۱۲۲ مایل) |                 | [ ۱ ] |
| ۱۷ سپتامبر ۱۸۰۰ | ۰۶:۵۸:۲۵           | ۲۵         | حلقه‌ای | ۰٫۹۲۴۴ | 07 دقیقه و ۳۲ ثانیه | ۴۹°۱۸′شمالی ۹۳°۱۲′غربی / ۴۹٫۳°شمالی ۹۳٫۲°غربی   | ۳۸۸ کیلومتر (۲۴۱ مایل) |                 | [ ۱ ] |
| ۱۲ فوریه ۱۷۹۹   | ۰۷:۲۷:۳۰           | -۸         | جزئی   | ۰٫۴۶۷۵ | —                   | ۶۹°۰۶′شمالی ۱۴۱°۴۸′غربی / ۶۹٫۱°شمالی ۱۴۱٫۸°غربی | —                      |                 | [ ۱ ] |
| ۱۳ مارس ۱۷۹۹    | ۱۵:۳۴:۵۸           | ۳۰         | جزئی   | ۰٫۴۸۲۸ | —                   | ۷۱°۰۰′جنوبی ۱۱۸°۱۸′غربی / ۷۱٫۰°جنوبی ۱۱۸٫۳°غربی | —                      |                 | [ ۱ ] |
| ۷ اوت ۱۷۹۹      | ۱۴:۲۹:۵۸           | -۳         | جزئی   | ۰٫۰۳۱۳ | —                   | ۶۸°۰۶′جنوبی ۱۱۹°۳۶′شرقی / ۶۸٫۱°جنوبی ۱۱۹٫۶°شرقی | —                      |                 | [ ۱ ] |
| ۶ سپتامبر ۱۷۹۹  | ۰۶:۲۵:۲۸           | ۳۵         | جزئی   | ۰٫۳۳۳۱ | —                   | ۷۰°۳۶′شمالی ۲۷°۳۶′شرقی / ۷۰٫۶°شمالی ۲۷٫۶°شرقی   | —                      |                 | [ ۱ ] |
| ۱ فوریه ۱۷۹۸    | ۲۱:۲۵:۳۴           | ۲          | مرکب   | ۱٫۰۰۴۳ | 00 دقیقه و ۲۸ ثانیه | ۱۷°۰۰′شمالی ۳۲°۵۴′شرقی / ۱۷٫۰°شمالی ۳۲٫۹°شرقی   | ۱۹ کیلومتر (۱۲ مایل)   |                 | [ ۱ ] |
| ۲۷ ژوئیه ۱۷۹۸   | ۲۲:۳۵:۵۲           | ۷          | Total  | ۱٫۰۱۴۷ | 01 دقیقه و ۳۰ ثانیه | ۲۵°۰۰′جنوبی ۱۲°۵۴′شرقی / ۲۵٫۰°جنوبی ۱۲٫۹°شرقی   | ۷۵ کیلومتر (۴۷ مایل)   |                 | [ ۱ ] |
| ۲۲ ژانویه ۱۷۹۷  | ۰۴:۴۴:۳۷           | ۱۲         | حلقه‌ای | ۰٫۹۵۰۹ | 05 دقیقه و ۴۹ ثانیه | ۲۹°۰۰′جنوبی ۷۳°۴۲′غربی / ۲۹٫۰°جنوبی ۷۳٫۷°غربی   | ۱۸۱ کیلومتر (۱۱۲ مایل) |                 | [ ۱ ] |
| ۱۶ ژوئیه ۱۷۹۷   | ۱۳:۱۱:۲۲           | ۱۷         | Total  | ۱٫۰۶۷۳ | 06 دقیقه و ۰۱ ثانیه | ۲۵°۰۰′شمالی ۱۵۴°۴۲′شرقی / ۲۵٫۰°شمالی ۱۵۴٫۷°شرقی | ۲۲۰ کیلومتر (۱۴۰ مایل) |                 | [ ۱ ] |
| ۱۰ ژانویه ۱۷۹۶  | ۰۵:۲۱:۰۰           | ۲۲         | حلقه‌ای | ۰٫۹۱۷۳ | 06 دقیقه و ۲۹ ثانیه | ۷۹°۰۰′جنوبی ۹۸°۲۴′غربی / ۷۹٫۰°جنوبی ۹۸٫۴°غربی   | ۵۵۶ کیلومتر (۳۴۵ مایل) |                 | [ ۱ ] |
| ۶ ژوئیه ۱۷۹۶    | ۰۶:۱۱:۲۲           | ۲۷         | Total  | ۱٫۰۶۳۳ | 03 دقیقه و ۵۳ ثانیه | ۷۱°۳۰′شمالی ۱۱۷°۴۲′غربی / ۷۱٫۵°شمالی ۱۱۷٫۷°غربی | ۳۱۳ کیلومتر (۱۹۴ مایل) |                 | [ ۱ ] |
| ۳۰ نوامبر ۱۷۹۶  | ۱۳:۰۴:۳۰           | -۶         | جزئی   | ۰٫۱۷۰۹ | —                   | ۶۲°۳۶′شمالی ۱۵۶°۲۴′غربی / ۶۲٫۶°شمالی ۱۵۶٫۴°غربی | —                      |                 | [ ۱ ] |
| ۳۰ دسامبر ۱۷۹۶  | ۰۵:۲۷:۲۰           | ۳۲         | جزئی   | ۰٫۱۴۳۲ | —                   | ۶۴°۵۴′جنوبی ۱۱۲°۱۸′شرقی / ۶۴٫۹°جنوبی ۱۱۲٫۳°شرقی | —                      |                 | [ ۱ ] |
| ۲۷ مه ۱۷۹۵      | ۱۰:۵۲:۴۸           | -۱         | جزئی   | ۰٫۷۸۹۷ | —                   | ۶۲°۰۶′جنوبی ۱۱۹°۳۰′غربی / ۶۲٫۱°جنوبی ۱۱۹٫۵°غربی | —                      |                 | [ ۱ ] |
| ۲۵ ژوئن ۱۷۹۵    | ۲۰:۵۴:۴۲           | ۳۷         | جزئی   | ۰٫۰۱۴۴ | —                   | ۶۴°۲۴′شمالی ۱۱۵°۴۸′غربی / ۶۴٫۴°شمالی ۱۱۵٫۸°غربی | —                      |                 | [ ۱ ] |
| ۱۹ نوامبر ۱۷۹۵  | ۲۲:۵۶:۰۱           | ۴          | مرکب   | ۱٫۰۱۲۰ | 01 دقیقه و ۰۵ ثانیه | ۲۶°۰۰′شمالی ۲۵°۴۲′شرقی / ۲۶٫۰°شمالی ۲۵٫۷°شرقی   | ۵۸ کیلومتر (۳۶ مایل)   |                 | [ ۱ ] |
| ۱۶ مه ۱۷۹۴      | ۱۵:۴۹:۳۳           | ۹          | حلقه‌ای | ۰٫۹۵۷۱ | 05 دقیقه و ۰۳ ثانیه | ۵°۰۰′جنوبی ۱۲۲°۳۰′شرقی / ۵٫۰°جنوبی ۱۲۲٫۵°شرقی   | ۱۶۶ کیلومتر (۱۰۳ مایل) |                 | [ ۱ ] |
| ۹ نوامبر ۱۷۹۴   | ۱۳:۴۶:۱۳           | ۱۴         | Total  | ۱٫۰۴۶۱ | 03 دقیقه و ۵۴ ثانیه | ۱۱°۰۰′جنوبی ۱۴۵°۱۲′شرقی / ۱۱٫۰°جنوبی ۱۴۵٫۲°شرقی | ۱۵۳ کیلومتر (۹۵ مایل)  |                 | [ ۱ ] |
| ۴ مه ۱۷۹۳       | ۱۶:۲۸:۲۵           | ۱۹         | حلقه‌ای | ۰٫۹۵۲۲ | 04 دقیقه و ۵۴ ثانیه | ۳۱°۴۸′شمالی ۹۲°۰۶′شرقی / ۳۱٫۸°شمالی ۹۲٫۱°شرقی   | ۱۹۰ کیلومتر (۱۲۰ مایل) |                 | [ ۱ ] |
| ۲۹ اکتبر ۱۷۹۳   | ۰۵:۰۱:۳۲           | ۲۴         | Total  | ۱٫۰۲۱۶ | 01 دقیقه و ۳۶ ثانیه | ۴۲°۵۴′جنوبی ۱۰۸°۴۸′غربی / ۴۲٫۹°جنوبی ۱۰۸٫۸°غربی | ۹۵ کیلومتر (۵۹ مایل)   |                 | [ ۱ ] |
| ۲۵ مارس ۱۷۹۲    | ۰۹:۱۴:۱۹           | -۹         | جزئی   | ۰٫۰۲۱۱ | —                   | ۶۰°۴۸′جنوبی ۴۴°۲۴′غربی / ۶۰٫۸°جنوبی ۴۴٫۴°غربی   | —                      |                 | [ ۱ ] |
| ۲۳ آوریل ۱۷۹۲   | ۲۰:۰۹:۴۱           | ۲۹         | جزئی   | ۰٫۷۱۴۹ | —                   | ۶۰°۴۲′شمالی ۵۱°۴۲′غربی / ۶۰٫۷°شمالی ۵۱٫۷°غربی   | —                      |                 | [ ۱ ] |
| ۱۹ سپتامبر ۱۷۹۲ | ۰۰:۴۲:۰۵           | -۴         | جزئی   | ۰٫۰۹۲۵ | —                   | ۶۰°۴۸′شمالی ۸۶°۴۸′شرقی / ۶۰٫۸°شمالی ۸۶٫۸°شرقی   | —                      |                 | [ ۱ ] |
| ۱۸ اکتبر ۱۷۹۲   | ۱۶:۰۵:۰۱           | ۳۴         | جزئی   | ۰٫۲۹۰۸ | —                   | ۶۰°۴۲′جنوبی ۱۲°۴۸′شرقی / ۶۰٫۷°جنوبی ۱۲٫۸°شرقی   | —                      |                 | [ ۱ ] |
| ۱۴ مارس ۱۷۹۱    | ۲۲:۵۳:۲۱           | ۱          | Total  | ۱٫۰۵۴۸ | 03 دقیقه و ۴۲ ثانیه | ۴۸°۴۲′جنوبی ۴۵°۰۶′شرقی / ۴۸٫۷°جنوبی ۴۵٫۱°شرقی   | ۲۶۶ کیلومتر (۱۶۵ مایل) |                 | [ ۱ ] |
| ۸ سپتامبر ۱۷۹۱  | ۰۱:۴۲:۱۹           | ۶          | حلقه‌ای | ۰٫۹۲۰۲ | 06 دقیقه و ۳۳ ثانیه | ۵۸°۴۲′شمالی ۱۴°۲۴′شرقی / ۵۸٫۷°شمالی ۱۴٫۴°شرقی   | ۵۵۸ کیلومتر (۳۴۷ مایل) |                 | [ ۱ ] |
| ۴ مارس ۱۷۹۰     | ۱۵:۳۹:۳۳           | ۱۱         | Total  | ۱٫۰۶۷۷ | 05 دقیقه و ۳۶ ثانیه | ۱۳°۱۲′جنوبی ۱۲۲°۵۴′شرقی / ۱۳٫۲°جنوبی ۱۲۲٫۹°شرقی | ۲۲۱ کیلومتر (۱۳۷ مایل) |                 | [ ۱ ] |
| ۲۸ اوت ۱۷۹۰     | ۰۱:۴۸:۴۱           | ۱۶         | حلقه‌ای | ۰٫۹۴۷۰ | 05 دقیقه و ۵۲ ثانیه | ۲۲°۳۶′شمالی ۳۰°۱۸′غربی / ۲۲٫۶°شمالی ۳۰٫۳°غربی   | ۱۹۶ کیلومتر (۱۲۲ مایل) |                 | [ ۱ ] |
| ۲۲ فوریه ۱۷۸۹   | ۰۶:۵۰:۴۴           | ۲۱         | Total  | ۱٫۰۲۱۳ | 01 دقیقه و ۵۵ ثانیه | ۲۷°۱۲′شمالی ۱۲۴°۱۲′غربی / ۲۷٫۲°شمالی ۱۲۴٫۲°غربی | ۱۰۴ کیلومتر (۶۵ مایل)  |                 | [ ۱ ] |
| ۱۶ اوت ۱۷۸۹     | ۰۷:۵۷:۴۰           | ۲۶         | حلقه‌ای | ۰٫۹۹۸۰ | 00 دقیقه و ۱۲ ثانیه | ۱۶°۱۲′جنوبی ۱۳۸°۴۸′غربی / ۱۶٫۲°جنوبی ۱۳۸٫۸°غربی | ۹ کیلومتر (۵٫۶ مایل)   |                 | [ ۱ ] |
| ۱۲ ژانویه ۱۷۸۸  | ۰۰:۱۹:۰۱           | -۷         | جزئی   | ۰٫۳۰۵۷ | —                   | ۶۴°۴۸′جنوبی ۱۴۹°۲۴′شرقی / ۶۴٫۸°جنوبی ۱۴۹٫۴°شرقی | —                      |                 | [ ۱ ] |
| ۱۰ فوریه ۱۷۸۸   | ۱۶:۰۷:۲۳           | ۳۱         | جزئی   | ۰٫۰۶۲۶ | —                   | ۶۲°۳۰′شمالی ۶۶°۵۴′شرقی / ۶۲٫۵°شمالی ۶۶٫۹°شرقی   | —                      |                 | [ ۱ ] |
| ۷ ژوئیه ۱۷۸۸    | ۱۳:۱۹:۰۸           | -۲         | جزئی   | ۰٫۵۰۳۴ | —                   | ۶۵°۴۲′شمالی ۳۹°۵۴′غربی / ۶۵٫۷°شمالی ۳۹٫۹°غربی   | —                      |                 | [ ۱ ] |
| ۵ اوت ۱۷۸۸      | ۲۱:۱۱:۰۳           | ۳۶         | جزئی   | ۰٫۴۷۱۸ | —                   | ۶۳°۱۲′جنوبی ۴°۱۸′غربی / ۶۳٫۲°جنوبی ۴٫۳°غربی     | —                      |                 | [ ۱ ] |
| ۳۱ دسامبر ۱۷۸۸  | ۲۳:۵۱:۴۶           | ۳          | حلقه‌ای | ۰٫۹۱۸۳ | 07 دقیقه و ۰۳ ثانیه | ۶۹°۳۰′جنوبی ۴°۱۲′شرقی / ۶۹٫۵°جنوبی ۴٫۲°شرقی     | ۴۴۶ کیلومتر (۲۷۷ مایل) |                 | [ ۱ ] |
| ۲۷ ژوئن ۱۷۸۷    | ۰۶:۱۴:۰۷           | ۸          | Total  | ۱٫۰۵۹۲ | 04 دقیقه و ۱۳ ثانیه | ۵۷°۳۰′شمالی ۱۰۲°۴۸′غربی / ۵۷٫۵°شمالی ۱۰۲٫۸°غربی | ۲۳۵ کیلومتر (۱۴۶ مایل) |                 | [ ۱ ] |
| ۲۱ دسامبر ۱۷۸۷  | ۰۱:۱۰:۲۳           | ۱۳         | حلقه‌ای | ۰٫۹۵۲۹ | 05 دقیقه و ۴۱ ثانیه | ۲۳°۳۰′جنوبی ۲۵°۰۰′غربی / ۲۳٫۵°جنوبی ۲۵٫۰°غربی   | ۱۷۲ کیلومتر (۱۰۷ مایل) |                 | [ ۱ ] |
| ۱۶ ژوئن ۱۷۸۶    | ۱۹:۳۴:۰۸           | ۱۸         | مرکب   | ۱٫۰۱۲۴ | 01 دقیقه و ۲۳ ثانیه | ۱۰°۲۴′شمالی ۵۷°۰۶′شرقی / ۱۰٫۴°شمالی ۵۷٫۱°شرقی   | ۴۴ کیلومتر (۲۷ مایل)   |                 | [ ۱ ] |
| ۱۰ دسامبر ۱۷۸۶  | ۰۹:۲۹:۰۸           | ۲۳         | مرکب   | ۱٫۰۰۱۹ | 00 دقیقه و ۱۲ ثانیه | ۲۲°۰۰′شمالی ۱۴۶°۴۸′غربی / ۲۲٫۰°شمالی ۱۴۶٫۸°غربی | ۹ کیلومتر (۵٫۶ مایل)   |                 | [ ۱ ] |
| ۵ ژوئن ۱۷۸۵     | ۰۱:۵۷:۴۸           | ۲۸         | حلقه‌ای | ۰٫۹۴۹۳ | —                   | ۶۸°۳۶′جنوبی ۱۷°۴۸′غربی / ۶۸٫۶°جنوبی ۱۷٫۸°غربی   | —                      |                 | [ ۱ ] |
| ۳۰ اکتبر ۱۷۸۵   | ۱۲:۵۲:۵۱           | -۵         | جزئی   | ۰٫۳۱۸۴ | —                   | ۷۱°۰۰′جنوبی ۳۹°۴۲′شرقی / ۷۱٫۰°جنوبی ۳۹٫۷°شرقی   | —                      |                 | [ ۱ ] |
| ۲۸ نوامبر ۱۷۸۵  | ۲۳:۳۵:۲۵           | ۳۳         | جزئی   | ۰٫۴۱۱۶ | —                   | ۶۹°۰۰′شمالی ۲۴°۱۲′شرقی / ۶۹٫۰°شمالی ۲۴٫۲°شرقی   | —                      |                 | [ ۱ ] |
| ۲۵ آوریل ۱۷۸۴   | ۱۲:۳۱:۳۹           | ۰          | جزئی   | ۰٫۸۶۸۴ | —                   | ۷۱°۱۸′شمالی ۵۱°۳۰′شرقی / ۷۱٫۳°شمالی ۵۱٫۵°شرقی   | —                      |                 | [ ۱ ] |
| ۲۰ اکتبر ۱۷۸۴   | ۰۳:۲۶:۰۵           | ۵          | مرکب   | ۱٫۰۰۷۵ | 00 دقیقه و ۳۵ ثانیه | ۴۹°۲۴′جنوبی ۸۱°۰۶′غربی / ۴۹٫۴°جنوبی ۸۱٫۱°غربی   | ۳۸ کیلومتر (۲۴ مایل)   |                 | [ ۱ ] |
| ۱۴ آوریل ۱۷۸۳   | ۱۸:۰۱:۴۳           | ۱۰         | مرکب   | ۱٫۰۰۴۹ | 00 دقیقه و ۳۰ ثانیه | ۱۷°۰۶′شمالی ۷۷°۴۸′شرقی / ۱۷٫۱°شمالی ۷۷٫۸°شرقی   | ۱۷ کیلومتر (۱۱ مایل)   |                 | [ ۱ ] |
| ۹ اکتبر ۱۷۸۳    | ۱۲:۳۷:۲۷           | ۱۵         | حلقه‌ای | ۰٫۹۵۹۳ | 04 دقیقه و ۴۶ ثانیه | ۳°۰۶′جنوبی ۱۶۰°۴۸′شرقی / ۳٫۱°جنوبی ۱۶۰٫۸°شرقی   | ۱۴۸ کیلومتر (۹۲ مایل)  |                 | [ ۱ ] |
| ۴ آوریل ۱۷۸۲    | ۰۶:۳۷:۳۸           | ۲۰         | Total  | ۱٫۰۵۴۵ | 04 دقیقه و ۳۶ ثانیه | ۳۰°۲۴′جنوبی ۹۴°۴۲′غربی / ۳۰٫۴°جنوبی ۹۴٫۷°غربی   | ۲۰۹ کیلومتر (۱۳۰ مایل) |                 | [ ۱ ] |
| ۲۸ سپتامبر ۱۷۸۲ | ۱۴:۳۹:۰۳           | ۲۵         | حلقه‌ای | ۰٫۹۲۱۱ | 08 دقیقه و ۱۹ ثانیه | ۴۳°۲۴′شمالی ۱۴۸°۰۶′شرقی / ۴۳٫۴°شمالی ۱۴۸٫۱°شرقی | ۳۹۵ کیلومتر (۲۴۵ مایل) |                 | [ ۱ ] |
| ۲۳ فوریه ۱۷۸۱   | ۱۵:۲۹:۴۹           | -۸         | جزئی   | ۰٫۳۸۷۵ | —                   | ۶۹°۵۴′شمالی ۸۳°۲۴′شرقی / ۶۹٫۹°شمالی ۸۳٫۴°شرقی   | —                      |                 | [ ۱ ] |
| ۲۳ مارس ۱۷۸۱    | ۲۳:۱۸:۰۵           | ۳۰         | جزئی   | ۰٫۵۹۱۳ | —                   | ۷۱°۲۴′جنوبی ۱۱۰°۳۰′شرقی / ۷۱٫۴°جنوبی ۱۱۰٫۵°شرقی | —                      |                 | [ ۱ ] |
| ۱۶ سپتامبر ۱۷۸۱ | ۱۴:۰۱:۰۷           | ۳۵         | جزئی   | ۰٫۳۸۱۴ | —                   | ۷۱°۱۲′شمالی ۱۰۱°۳۶′غربی / ۷۱٫۲°شمالی ۱۰۱٫۶°غربی | —                      |                 | [ ۱ ] |
| ۱۲ فوریه ۱۷۸۰   | ۰۵:۱۹:۳۱           | ۲          | مرکب   | ۱٫۰۰۳۸ | 00 دقیقه و ۲۴ ثانیه | ۲۲°۰۰′شمالی ۹۰°۰۰′غربی / ۲۲٫۰°شمالی ۹۰٫۰°غربی   | ۱۷ کیلومتر (۱۱ مایل)   |                 | [ ۱ ] |
| ۷ اوت ۱۷۸۰      | ۰۶:۱۴:۳۴           | ۷          | Total  | ۱٫۰۱۳۹ | 01 دقیقه و ۲۱ ثانیه | ۳۰°۴۸′جنوبی ۱۰۷°۰۰′غربی / ۳۰٫۸°جنوبی ۱۰۷٫۰°غربی | ۷۷ کیلومتر (۴۸ مایل)   |                 | [ ۱ ] |
| ۱ فوریه ۱۷۷۹    | ۱۲:۲۲:۰۵           | ۱۲         | حلقه‌ای | ۰٫۹۵۱۶ | 05 دقیقه و ۵۳ ثانیه | ۲۵°۲۴′جنوبی ۱۷۱°۱۸′شرقی / ۲۵٫۴°جنوبی ۱۷۱٫۳°شرقی | ۱۷۸ کیلومتر (۱۱۱ مایل) |                 | [ ۱ ] |
| ۲۷ ژوئیه ۱۷۷۹   | ۲۰:۵۸:۲۱           | ۱۷         | Total  | ۱٫۰۶۵۸ | 06 دقیقه و ۰۱ ثانیه | ۲۰°۴۸′شمالی ۳۷°۰۰′شرقی / ۲۰٫۸°شمالی ۳۷٫۰°شرقی   | ۲۱۵ کیلومتر (۱۳۴ مایل) |                 | [ ۱ ] |
| ۲۱ ژانویه ۱۷۷۸  | ۱۲:۵۳:۲۹           | ۲۲         | حلقه‌ای | ۰٫۹۲۰۵ | 06 دقیقه و ۲۶ ثانیه | ۷۵°۴۸′جنوبی ۱۶۶°۴۲′شرقی / ۷۵٫۸°جنوبی ۱۶۶٫۷°شرقی | ۵۰۱ کیلومتر (۳۱۱ مایل) |                 | [ ۱ ] |
| ۱۷ ژوئیه ۱۷۷۸   | ۱۳:۴۹:۵۷           | ۲۷         | Total  | ۱٫۰۶۰۱ | 03 دقیقه و ۵۳ ثانیه | ۶۷°۱۸′شمالی ۱۳۹°۱۲′شرقی / ۶۷٫۳°شمالی ۱۳۹٫۲°شرقی | ۲۷۳ کیلومتر (۱۷۰ مایل) |                 | [ ۱ ] |
| ۱۱ دسامبر ۱۷۷۸  | ۲۱:۲۶:۵۹           | -۶         | جزئی   | ۰٫۱۷۲۹ | —                   | ۶۳°۲۴′شمالی ۶۶°۵۴′شرقی / ۶۳٫۴°شمالی ۶۶٫۹°شرقی   | —                      |                 | [ ۱ ] |
| ۱۰ ژانویه ۱۷۷۷  | ۱۳:۲۱:۲۸           | ۳۲         | جزئی   | ۰٫۱۷۳۸ | —                   | ۶۶°۰۰′جنوبی ۱۸°۱۲′غربی / ۶۶٫۰°جنوبی ۱۸٫۲°غربی   | —                      |                 | [ ۱ ] |
| ۶ ژوئن ۱۷۷۷     | ۱۷:۴۱:۱۵           | -۱         | جزئی   | ۰٫۶۳۸۵ | —                   | ۶۲°۴۸′جنوبی ۱۲۷°۲۴′شرقی / ۶۲٫۸°جنوبی ۱۲۷٫۴°شرقی | —                      |                 | [ ۱ ] |
| ۶ ژوئیه ۱۷۷۷    | ۰۴:۰۷:۴۹           | ۳۷         | جزئی   | ۰٫۱۲۹۵ | —                   | ۶۵°۱۸′شمالی ۱۲۴°۱۲′شرقی / ۶۵٫۳°شمالی ۱۲۴٫۲°شرقی | —                      |                 | [ ۱ ] |
| ۳۰ نوامبر ۱۷۷۷  | ۰۷:۴۱:۴۹           | ۴          | Total  | ۱٫۰۱۵۱ | 01 دقیقه و ۲۴ ثانیه | ۲۳°۴۲′شمالی ۱۱۰°۰۰′غربی / ۲۳٫۷°شمالی ۱۱۰٫۰°غربی | ۷۳ کیلومتر (۴۵ مایل)   |                 | [ ۱ ] |
| ۲۶ مه ۱۷۷۶      | ۲۲:۱۰:۲۸           | ۹          | حلقه‌ای | ۰٫۹۵۴۶ | 05 دقیقه و ۳۴ ثانیه | ۷°۳۰′جنوبی ۲۶°۱۲′شرقی / ۷٫۵°جنوبی ۲۶٫۲°شرقی     | ۱۸۴ کیلومتر (۱۱۴ مایل) |                 | [ ۱ ] |
| ۱۹ نوامبر ۱۷۷۶  | ۲۲:۴۰:۱۵           | ۱۴         | Total  | ۱٫۰۴۶۲ | 03 دقیقه و ۵۸ ثانیه | ۱۴°۴۲′جنوبی ۱۰°۰۰′شرقی / ۱۴٫۷°جنوبی ۱۰٫۰°شرقی   | ۱۵۴ کیلومتر (۹۶ مایل)  |                 | [ ۱ ] |
| ۱۵ مه ۱۷۷۵      | ۲۲:۴۷:۴۸           | ۱۹         | حلقه‌ای | ۰٫۹۵۴۳ | 04 دقیقه و ۴۷ ثانیه | ۳۱°۰۰′شمالی ۱°۴۲′غربی / ۳۱٫۰°شمالی ۱٫۷°غربی     | ۱۷۵ کیلومتر (۱۰۹ مایل) |                 | [ ۱ ] |
| ۹ نوامبر ۱۷۷۵   | ۱۳:۴۸:۰۹           | ۲۴         | Total  | ۱٫۰۱۸۶ | 01 دقیقه و ۲۲ ثانیه | ۴۷°۳۰′جنوبی ۱۱۷°۱۲′شرقی / ۴۷٫۵°جنوبی ۱۱۷٫۲°شرقی | ۸۳ کیلومتر (۵۲ مایل)   |                 | [ ۱ ] |
| ۵ مه ۱۷۷۴       | ۰۲:۵۵:۵۶           | ۲۹         | جزئی   | ۰٫۸۶۴۲ | —                   | ۶۱°۰۰′شمالی ۱۶۳°۴۲′غربی / ۶۱٫۰°شمالی ۱۶۳٫۷°غربی | —                      |                 | [ ۱ ] |
| ۳۰ سپتامبر ۱۷۷۴ | ۰۸:۳۶:۱۳           | -۴         | جزئی   | ۰٫۰۵۸۰ | —                   | ۶۰°۳۶′شمالی ۴۲°۰۶′غربی / ۶۰٫۶°شمالی ۴۲٫۱°غربی   | —                      |                 | [ ۱ ] |
| ۳۰ اکتبر ۱۷۷۴   | ۰۰:۲۸:۲۰           | ۳۴         | جزئی   | ۰٫۲۹۰۷ | —                   | ۶۱°۰۰′جنوبی ۱۲۳°۲۴′غربی / ۶۱٫۰°جنوبی ۱۲۳٫۴°غربی | —                      |                 | [ ۱ ] |
| ۲۵ مارس ۱۷۷۳    | ۰۶:۳۱:۳۵           | ۱          | Total  | ۱٫۰۵۸۳ | 03 دقیقه و ۵۳ ثانیه | ۴۸°۱۸′جنوبی ۶۸°۱۸′غربی / ۴۸٫۳°جنوبی ۶۸٫۳°غربی   | ۳۱۳ کیلومتر (۱۹۴ مایل) |                 | [ ۱ ] |
| ۱۸ سپتامبر ۱۷۷۳ | ۰۹:۱۳:۲۸           | ۶          | حلقه‌ای | ۰٫۹۱۶۵ | 06 دقیقه و ۵۷ ثانیه | ۵۶°۱۸′شمالی ۹۸°۴۲′غربی / ۵۶٫۳°شمالی ۹۸٫۷°غربی   | ۶۴۱ کیلومتر (۳۹۸ مایل) |                 | [ ۱ ] |
| ۱۴ مارس ۱۷۷۲    | ۲۳:۲۷:۱۷           | ۱۱         | Total  | ۱٫۰۶۹۶ | 05 دقیقه و ۳۹ ثانیه | ۱۲°۰۶′جنوبی ۵°۰۰′شرقی / ۱۲٫۱°جنوبی ۵٫۰°شرقی     | ۲۲۷ کیلومتر (۱۴۱ مایل) |                 | [ ۱ ] |
| ۷ سپتامبر ۱۷۷۲  | ۰۹:۲۲:۲۲           | ۱۶         | حلقه‌ای | ۰٫۹۴۶۲ | 05 دقیقه و ۵۰ ثانیه | ۲۰°۳۰′شمالی ۱۴۴°۳۰′غربی / ۲۰٫۵°شمالی ۱۴۴٫۵°غربی | ۲۰۱ کیلومتر (۱۲۵ مایل) |                 | [ ۱ ] |
| ۴ مارس ۱۷۷۱     | ۱۴:۳۳:۰۲           | ۲۱         | Total  | ۱٫۰۲۲۰ | 01 دقیقه و ۵۷ ثانیه | ۲۶°۲۴′شمالی ۱۱۷°۳۶′شرقی / ۲۶٫۴°شمالی ۱۱۷٫۶°شرقی | ۱۰۰ کیلومتر (۶۲ مایل)  |                 | [ ۱ ] |
| ۲۷ اوت ۱۷۷۱     | ۱۵:۴۸:۲۲           | ۲۶         | حلقه‌ای | ۰٫۹۹۸۶ | 00 دقیقه و ۰۸ ثانیه | ۱۶°۰۰′جنوبی ۱۰۰°۵۴′شرقی / ۱۶٫۰°جنوبی ۱۰۰٫۹°شرقی | ۶ کیلومتر (۳٫۷ مایل)   |                 | [ ۱ ] |
| ۲۳ ژانویه ۱۷۷۰  | ۰۷:۵۷:۰۶           | -۷         | جزئی   | ۰٫۲۵۶۷ | —                   | ۶۳°۴۸′جنوبی ۲۳°۲۴′شرقی / ۶۳٫۸°جنوبی ۲۳٫۴°شرقی   | —                      |                 | [ ۱ ] |
| ۲۱ فوریه ۱۷۷۰   | ۲۳:۳۲:۲۴           | ۳۱         | جزئی   | ۰٫۱۳۱۸ | —                   | ۶۱°۴۸′شمالی ۵۵°۱۲′غربی / ۶۱٫۸°شمالی ۵۵٫۲°غربی   | —                      |                 | [ ۱ ] |
| ۱۸ ژوئیه ۱۷۷۰   | ۲۱:۰۱:۵۴           | -۲         | جزئی   | ۰٫۳۹۵۵ | —                   | ۶۴°۴۲′شمالی ۱۶۷°۲۴′غربی / ۶۴٫۷°شمالی ۱۶۷٫۴°غربی | —                      |                 | [ ۱ ] |
| ۱۷ اوت ۱۷۷۰     | ۰۵:۱۱:۳۴           | ۳۶         | جزئی   | ۰٫۵۵۳۹ | —                   | ۶۲°۲۴′جنوبی ۱۳۵°۳۰′غربی / ۶۲٫۴°جنوبی ۱۳۵٫۵°غربی | —                      |                 | [ ۱ ] |
| ۱۲ ژانویه ۱۷۶۹  | ۰۷:۳۳:۰۲           | ۳          | حلقه‌ای | ۰٫۹۲۱۲ | 06 دقیقه و ۳۸ ثانیه | ۶۹°۴۸′جنوبی ۱۰۰°۳۶′غربی / ۶۹٫۸°جنوبی ۱۰۰٫۶°غربی | ۴۴۱ کیلومتر (۲۷۴ مایل) |                 | [ ۱ ] |
| ۷ ژوئیه ۱۷۶۹    | ۱۳:۴۳:۱۱           | ۸          | Total  | ۱٫۰۵۳۵ | 03 دقیقه و ۳۹ ثانیه | ۶۲°۳۰′شمالی ۱۵۰°۱۸′شرقی / ۶۲٫۵°شمالی ۱۵۰٫۳°شرقی | ۲۲۷ کیلومتر (۱۴۱ مایل) |                 | [ ۱ ] |
| ۳۱ دسامبر ۱۷۶۹  | ۰۹:۱۷:۲۲           | ۱۳         | حلقه‌ای | ۰٫۹۵۷۸ | 04 دقیقه و ۵۹ ثانیه | ۲۴°۵۴′جنوبی ۱۴۷°۰۶′غربی / ۲۴٫۹°جنوبی ۱۴۷٫۱°غربی | ۱۵۴ کیلومتر (۹۶ مایل)  |                 | [ ۱ ] |
| ۲۷ ژوئن ۱۷۶۸    | ۰۲:۳۵:۲۸           | ۱۸         | مرکب   | ۱٫۰۰۷۰ | 00 دقیقه و ۴۷ ثانیه | ۱۶°۰۰′شمالی ۵۰°۱۸′غربی / ۱۶٫۰°شمالی ۵۰٫۳°غربی   | ۲۵ کیلومتر (۱۶ مایل)   |                 | [ ۱ ] |
| ۲۰ دسامبر ۱۷۶۸  | ۱۸:۰۴:۴۳           | ۲۳         | مرکب   | ۱٫۰۰۶۵ | 00 دقیقه و ۴۱ ثانیه | ۲۰°۰۰′شمالی ۸۰°۱۸′شرقی / ۲۰٫۰°شمالی ۸۰٫۳°شرقی   | ۳۱ کیلومتر (۱۹ مایل)   |                 | [ ۱ ] |
| ۱۶ ژوئن ۱۷۶۷    | ۰۸:۲۷:۰۰           | ۲۸         | حلقه‌ای | ۰٫۹۵۰۹ | 05 دقیقه و ۰۳ ثانیه | ۴۶°۵۴′جنوبی ۱۳۳°۲۴′غربی / ۴۶٫۹°جنوبی ۱۳۳٫۴°غربی | ۴۹۹ کیلومتر (۳۱۰ مایل) |                 | [ ۱ ] |
| ۱۰ نوامبر ۱۷۶۷  | ۲۱:۴۶:۵۳           | -۵         | جزئی   | ۰٫۳۱۹۱ | —                   | ۷۰°۲۴′جنوبی ۱۰۹°۰۰′غربی / ۷۰٫۴°جنوبی ۱۰۹٫۰°غربی | —                      |                 | [ ۱ ] |
| ۱۰ دسامبر ۱۷۶۷  | ۰۸:۲۷:۱۶           | ۳۳         | جزئی   | ۰٫۴۱۴۴ | —                   | ۶۸°۰۰′شمالی ۱۲۲°۱۸′غربی / ۶۸٫۰°شمالی ۱۲۲٫۳°غربی | —                      |                 | [ ۱ ] |
| ۶ مه ۱۷۶۶       | ۱۸:۵۷:۳۶           | ۰          | جزئی   | ۰٫۷۲۷۹ | —                   | ۷۰°۴۸′شمالی ۶۰°۱۲′غربی / ۷۰٫۸°شمالی ۶۰٫۲°غربی   | —                      |                 | [ ۱ ] |
| ۳۱ اکتبر ۱۷۶۶   | ۱۲:۰۵:۵۳           | ۵          | مرکب   | ۱٫۰۰۳۴ | 00 دقیقه و ۱۶ ثانیه | ۵۴°۰۶′جنوبی ۱۴۶°۰۰′شرقی / ۵۴٫۱°جنوبی ۱۴۶٫۰°شرقی | ۱۸ کیلومتر (۱۱ مایل)   |                 | [ ۱ ] |
| ۲۵ آوریل ۱۷۶۵   | ۰۰:۵۸:۴۲           | ۱۰         | مرکب   | ۱٫۰۰۹۶ | 00 دقیقه و ۵۷ ثانیه | ۲۵°۳۶′شمالی ۳۰°۴۸′غربی / ۲۵٫۶°شمالی ۳۰٫۸°غربی   | ۳۵ کیلومتر (۲۲ مایل)   |                 | [ ۱ ] |
| ۱۹ اکتبر ۱۷۶۵   | ۲۰:۵۰:۲۲           | ۱۵         | حلقه‌ای | ۰٫۹۵۴۸ | 05 دقیقه و ۲۰ ثانیه | ۸°۰۰′جنوبی ۳۵°۱۲′شرقی / ۸٫۰°جنوبی ۳۵٫۲°شرقی     | ۱۶۵ کیلومتر (۱۰۳ مایل) |                 | [ ۱ ] |
| ۱۴ آوریل ۱۷۶۴   | ۱۴:۰۱:۴۳           | ۲۰         | Total  | ۱٫۰۵۹۸ | 05 دقیقه و ۱۵ ثانیه | ۲۱°۵۴′جنوبی ۱۴۹°۰۶′شرقی / ۲۱٫۹°جنوبی ۱۴۹٫۱°شرقی | ۲۱۸ کیلومتر (۱۳۵ مایل) |                 | [ ۱ ] |
| ۸ اکتبر ۱۷۶۴    | ۲۲:۲۶:۴۰           | ۲۵         | حلقه‌ای | ۰٫۹۱۸۳ | 09 دقیقه و ۰۵ ثانیه | ۳۸°۰۶′شمالی ۲۷°۳۰′شرقی / ۳۸٫۱°شمالی ۲۷٫۵°شرقی   | ۴۰۳ کیلومتر (۲۵۰ مایل) |                 | [ ۱ ] |
| ۵ مارس ۱۷۶۳     | ۲۳:۲۳:۲۷           | -۸         | جزئی   | ۰٫۲۹۴۷ | —                   | ۷۰°۳۶′شمالی ۴۹°۴۲′غربی / ۷۰٫۶°شمالی ۴۹٫۷°غربی   | —                      |                 | [ ۱ ] |
| ۴ آوریل ۱۷۶۳    | ۰۶:۵۵:۳۶           | ۳۰         | جزئی   | ۰٫۷۰۸۷ | —                   | ۷۱°۳۶′جنوبی ۱۹°۳۰′غربی / ۷۱٫۶°جنوبی ۱۹٫۵°غربی   | —                      |                 | [ ۱ ] |
| ۲۷ سپتامبر ۱۷۶۳ | ۲۱:۴۵:۴۷           | ۳۵         | جزئی   | ۰٫۴۱۸۵ | —                   | ۷۱°۳۶′شمالی ۱۲۶°۳۶′شرقی / ۷۱٫۶°شمالی ۱۲۶٫۶°شرقی | —                      |                 | [ ۱ ] |
| ۲۳ فوریه ۱۷۶۲   | ۱۳:۰۳:۲۷           | ۲          | مرکب   | ۱٫۰۰۲۸ | 00 دقیقه و ۱۷ ثانیه | ۲۸°۰۶′شمالی ۱۴۹°۰۰′شرقی / ۲۸٫۱°شمالی ۱۴۹٫۰°شرقی | ۱۴ کیلومتر (۸٫۷ مایل)  |                 | [ ۱ ] |
| ۱۸ اوت ۱۷۶۲     | ۱۴:۰۴:۰۱           | ۷          | Total  | ۱٫۰۱۳۰ | 01 دقیقه و ۱۲ ثانیه | ۳۶°۳۶′جنوبی ۱۲۹°۴۲′شرقی / ۳۶٫۶°جنوبی ۱۲۹٫۷°شرقی | ۷۹ کیلومتر (۴۹ مایل)   |                 | [ ۱ ] |
| ۱۲ فوریه ۱۷۶۱   | ۱۹:۴۸:۲۷           | ۱۲         | حلقه‌ای | ۰٫۹۵۲۳ | 05 دقیقه و ۵۴ ثانیه | ۲۰°۳۰′جنوبی ۵۸°۱۲′شرقی / ۲۰٫۵°جنوبی ۵۸٫۲°شرقی   | ۱۷۵ کیلومتر (۱۰۹ مایل) |                 | [ ۱ ] |
| ۷ اوت ۱۷۶۱      | ۰۴:۵۳:۱۴           | ۱۷         | Total  | ۱٫۰۶۳۸ | 05 دقیقه و ۵۴ ثانیه | ۱۶°۱۸′شمالی ۸۳°۲۴′غربی / ۱۶٫۳°شمالی ۸۳٫۴°غربی   | ۲۱۰ کیلومتر (۱۳۰ مایل) |                 | [ ۱ ] |
| ۳۱ ژانویه ۱۷۶۰  | ۲۰:۱۵:۵۸           | ۲۲         | حلقه‌ای | ۰٫۹۲۴۲ | 06 دقیقه و ۲۵ ثانیه | ۷۰°۱۸′جنوبی ۶۳°۳۶′شرقی / ۷۰٫۳°جنوبی ۶۳٫۶°شرقی   | ۴۴۳ کیلومتر (۲۷۵ مایل) |                 | [ ۱ ] |
| ۲۷ ژوئیه ۱۷۶۰   | ۲۱:۳۵:۱۴           | ۲۷         | Total  | ۱٫۰۵۶۱ | 03 دقیقه و ۴۹ ثانیه | ۶۲°۱۸′شمالی ۲۹°۰۰′شرقی / ۶۲٫۳°شمالی ۲۹٫۰°شرقی   | ۲۴۰ کیلومتر (۱۵۰ مایل) |                 | [ ۱ ] |
| ۲۲ دسامبر ۱۷۶۰  | ۰۵:۴۴:۵۱           | -۶         | جزئی   | ۰٫۱۶۷۳ | —                   | ۶۴°۱۸′شمالی ۶۸°۵۴′غربی / ۶۴٫۳°شمالی ۶۸٫۹°غربی   | —                      |                 | [ ۱ ] |
| ۲۰ ژانویه ۱۷۵۹  | ۲۱:۰۶:۳۵           | ۳۲         | جزئی   | ۰٫۲۱۸۱ | —                   | ۶۷°۰۶′جنوبی ۱۴۶°۵۴′غربی / ۶۷٫۱°جنوبی ۱۴۶٫۹°غربی | —                      |                 | [ ۱ ] |
| ۱۸ ژوئن ۱۷۵۹    | ۰۰:۳۱:۰۸           | -۱         | جزئی   | ۰٫۴۹۳۶ | —                   | ۶۳°۳۶′جنوبی ۱۳°۴۸′شرقی / ۶۳٫۶°جنوبی ۱۳٫۸°شرقی   | —                      |                 | [ ۱ ] |
| ۱۷ ژوئیه ۱۷۵۹   | ۱۱:۲۶:۴۲           | ۳۷         | جزئی   | ۰٫۲۳۳۲ | —                   | ۶۶°۱۲′شمالی ۲°۳۰′شرقی / ۶۶٫۲°شمالی ۲٫۵°شرقی     | —                      |                 | [ ۱ ] |
| ۱۱ دسامبر ۱۷۵۹  | ۱۶:۲۵:۴۹           | ۴          | Total  | ۱٫۰۱۸۷ | 01 دقیقه و ۴۷ ثانیه | ۲۲°۱۲′شمالی ۱۱۴°۴۸′شرقی / ۲۲٫۲°شمالی ۱۱۴٫۸°شرقی | ۹۰ کیلومتر (۵۶ مایل)   |                 | [ ۱ ] |
| ۷ ژوئن ۱۷۵۸     | ۰۴:۳۱:۲۶           | ۹          | حلقه‌ای | ۰٫۹۵۱۵ | 06 دقیقه و ۰۸ ثانیه | ۱۱°۰۰′جنوبی ۷۰°۴۲′غربی / ۱۱٫۰°جنوبی ۷۰٫۷°غربی   | ۲۰۸ کیلومتر (۱۲۹ مایل) |                 | [ ۱ ] |
| ۱ دسامبر ۱۷۵۸   | ۰۷:۳۴:۲۸           | ۱۴         | Total  | ۱٫۰۴۶۸ | 04 دقیقه و ۰۵ ثانیه | ۱۷°۴۸′جنوبی ۱۲۴°۵۴′غربی / ۱۷٫۸°جنوبی ۱۲۴٫۹°غربی | ۱۵۶ کیلومتر (۹۷ مایل)  |                 | [ ۱ ] |
| ۲۶ مه ۱۷۵۷      | ۰۵:۰۷:۰۲           | ۱۹         | حلقه‌ای | ۰٫۹۵۶۰ | 04 دقیقه و ۴۶ ثانیه | ۲۹°۴۲′شمالی ۹۵°۱۸′غربی / ۲۹٫۷°شمالی ۹۵٫۳°غربی   | ۱۶۴ کیلومتر (۱۰۲ مایل) |                 | [ ۱ ] |
| ۱۹ نوامبر ۱۷۵۷  | ۲۲:۳۶:۱۱           | ۲۴         | Total  | ۱٫۰۱۶۲ | 01 دقیقه و ۱۰ ثانیه | ۵۲°۰۶′جنوبی ۱۶°۲۴′غربی / ۵۲٫۱°جنوبی ۱۶٫۴°غربی   | ۷۳ کیلومتر (۴۵ مایل)   |                 | [ ۱ ] |
| ۱۵ مه ۱۷۵۶      | ۰۹:۴۰:۳۵           | ۲۹         | حلقه‌ای | ۰٫۹۸۵۸ | 00 دقیقه و ۵۱ ثانیه | ۶۵°۲۴′شمالی ۱۰۵°۲۴′شرقی / ۶۵٫۴°شمالی ۱۰۵٫۴°شرقی | ۲۸۴ کیلومتر (۱۷۶ مایل) |                 | [ ۱ ] |
| ۱۰ اکتبر ۱۷۵۶   | ۱۶:۳۷:۲۸           | -۴         | جزئی   | ۰٫۰۳۴۵ | —                   | ۶۰°۳۰′شمالی ۱۷۲°۴۸′غربی / ۶۰٫۵°شمالی ۱۷۲٫۸°غربی | —                      |                 | [ ۱ ] |
| ۹ نوامبر ۱۷۵۶   | ۰۸:۵۴:۳۷           | ۳۴         | جزئی   | ۰٫۲۸۵۲ | —                   | ۶۱°۲۴′جنوبی ۹۹°۳۰′شرقی / ۶۱٫۴°جنوبی ۹۹٫۵°شرقی   | —                      |                 | [ ۱ ] |
| ۵ آوریل ۱۷۵۵    | ۱۴:۰۴:۴۲           | ۱          | Total  | ۱٫۰۶۰۷ | 03 دقیقه و ۵۹ ثانیه | ۴۹°۰۶′جنوبی ۱۷۹°۴۸′غربی / ۴۹٫۱°جنوبی ۱۷۹٫۸°غربی | ۳۸۵ کیلومتر (۲۳۹ مایل) |                 | [ ۱ ] |
| ۲۹ سپتامبر ۱۷۵۵ | ۱۶:۵۲:۵۶           | ۶          | حلقه‌ای | ۰٫۹۱۳۳ | 07 دقیقه و ۲۳ ثانیه | ۵۴°۰۶′شمالی ۱۴۴°۰۶′شرقی / ۵۴٫۱°شمالی ۱۴۴٫۱°شرقی | ۷۲۵ کیلومتر (۴۵۰ مایل) |                 | [ ۱ ] |
| ۲۶ مارس ۱۷۵۴    | ۰۷:۰۹:۳۸           | ۱۱         | Total  | ۱٫۰۷۰۹ | 05 دقیقه و ۴۳ ثانیه | ۱۰°۵۴′جنوبی ۱۱۱°۳۰′غربی / ۱۰٫۹°جنوبی ۱۱۱٫۵°غربی | ۲۳۲ کیلومتر (۱۴۴ مایل) |                 | [ ۱ ] |
| ۱۸ سپتامبر ۱۷۵۴ | ۱۷:۰۵:۴۳           | ۱۶         | حلقه‌ای | ۰٫۹۴۵۶ | 05 دقیقه و ۵۰ ثانیه | ۱۷°۳۶′شمالی ۹۸°۲۴′شرقی / ۱۷٫۶°شمالی ۹۸٫۴°شرقی   | ۲۰۴ کیلومتر (۱۲۷ مایل) |                 | [ ۱ ] |
| ۱۴ مارس ۱۷۵۳    | ۲۲:۰۷:۲۰           | ۲۱         | Total  | ۱٫۰۲۲۴ | 01 دقیقه و ۵۷ ثانیه | ۲۶°۰۰′شمالی ۲°۰۰′شرقی / ۲۶٫۰°شمالی ۲٫۰°شرقی     | ۹۶ کیلومتر (۶۰ مایل)   |                 | [ ۱ ] |
| ۶ سپتامبر ۱۷۵۳  | ۲۳:۴۸:۱۰           | ۲۶         | حلقه‌ای | ۰٫۹۹۹۱ | 00 دقیقه و ۰۵ ثانیه | ۱۷°۰۰′جنوبی ۲۱°۳۶′غربی / ۱۷٫۰°جنوبی ۲۱٫۶°غربی   | ۴ کیلومتر (۲٫۵ مایل)   |                 | [ ۱ ] |
| ۲ فوریه ۱۷۵۲    | ۱۵:۲۶:۲۲           | -۷         | جزئی   | ۰٫۱۹۶۶ | —                   | ۶۲°۵۴′جنوبی ۱۰۰°۰۶′غربی / ۶۲٫۹°جنوبی ۱۰۰٫۱°غربی | —                      |                 | [ ۱ ] |
| ۴ مارس ۱۷۵۲     | ۰۶:۴۷:۴۳           | ۳۱         | جزئی   | ۰٫۲۱۳۶ | —                   | ۶۱°۱۸′شمالی ۱۷۴°۴۲′غربی / ۶۱٫۳°شمالی ۱۷۴٫۷°غربی | —                      |                 | [ ۱ ] |
| ۲۹ ژوئیه ۱۷۵۲   | ۰۴:۵۱:۳۹           | -۲         | جزئی   | ۰٫۲۹۸۷ | —                   | ۶۳°۴۸′شمالی ۶۳°۳۶′شرقی / ۶۳٫۸°شمالی ۶۳٫۶°شرقی   | —                      |                 | [ ۱ ] |
| ۲۷ اوت ۱۷۵۲     | ۱۳:۲۰:۵۱           | ۳۶         | جزئی   | ۰٫۶۲۳۲ | —                   | ۶۱°۴۸′جنوبی ۹۱°۱۸′شرقی / ۶۱٫۸°جنوبی ۹۱٫۳°شرقی   | —                      |                 | [ ۱ ] |
| ۲۲ ژانویه ۱۷۵۱  | ۱۵:۰۵:۰۲           | ۳          | حلقه‌ای | ۰٫۹۲۴۳ | 06 دقیقه و ۱۲ ثانیه | ۶۹°۰۶′جنوبی ۱۵۶°۳۶′شرقی / ۶۹٫۱°جنوبی ۱۵۶٫۶°شرقی | ۴۴۰ کیلومتر (۲۷۰ مایل) |                 | [ ۱ ] |
| ۱۸ ژوئیه ۱۷۵۱   | ۲۱:۱۸:۴۸           | ۸          | Total  | ۱٫۰۴۷۲ | 03 دقیقه و ۰۷ ثانیه | ۶۵°۵۴′شمالی ۴۴°۵۴′شرقی / ۶۵٫۹°شمالی ۴۴٫۹°شرقی   | ۲۱۶ کیلومتر (۱۳۴ مایل) |                 | [ ۱ ] |
| ۱۱ ژانویه ۱۷۵۰  | ۱۷:۱۷:۴۶           | ۱۳         | حلقه‌ای | ۰٫۹۶۳۱ | 04 دقیقه و ۱۳ ثانیه | ۲۵°۴۲′جنوبی ۹۲°۳۶′شرقی / ۲۵٫۷°جنوبی ۹۲٫۶°شرقی   | ۱۳۳ کیلومتر (۸۳ مایل)  |                 | [ ۱ ] |
| ۸ ژوئیه ۱۷۵۰    | ۰۹:۴۰:۵۴           | ۱۸         | مرکب   | ۱٫۰۰۱۳ | 00 دقیقه و ۰۹ ثانیه | ۲۰°۳۰′شمالی ۱۵۸°۰۰′غربی / ۲۰٫۵°شمالی ۱۵۸٫۰°غربی | ۵ کیلومتر (۳٫۱ مایل)   |                 | [ ۱ ] |
| ۱ ژانویه ۱۷۴۹   | ۰۲:۳۵:۱۲           | ۲۳         | مرکب   | ۱٫۰۱۱۷ | 01 دقیقه و ۱۲ ثانیه | ۱۸°۱۲′شمالی ۵۱°۱۲′غربی / ۱۸٫۲°شمالی ۵۱٫۲°غربی   | ۵۴ کیلومتر (۳۴ مایل)   |                 | [ ۱ ] |
| ۲۶ ژوئن ۱۷۴۹    | ۱۴:۵۹:۱۴           | ۲۸         | حلقه‌ای | ۰٫۹۴۹۶ | 05 دقیقه و ۵۰ ثانیه | ۳۵°۳۰′جنوبی ۱۲۱°۳۰′شرقی / ۳۵٫۵°جنوبی ۱۲۱٫۵°شرقی | ۳۵۶ کیلومتر (۲۲۱ مایل) |                 | [ ۱ ] |
| ۲۱ نوامبر ۱۷۴۹  | ۰۶:۴۰:۴۸           | -۵         | جزئی   | ۰٫۳۱۹۶ | —                   | ۶۹°۳۶′جنوبی ۱۰۲°۵۴′شرقی / ۶۹٫۶°جنوبی ۱۰۲٫۹°شرقی | —                      |                 | [ ۱ ] |
| ۲۰ دسامبر ۱۷۴۹  | ۱۷:۱۴:۲۰           | ۳۳         | جزئی   | ۰٫۴۲۴۲ | —                   | ۶۶°۵۴′شمالی ۹۳°۰۰′شرقی / ۶۶٫۹°شمالی ۹۳٫۰°شرقی   | —                      |                 | [ ۱ ] |
| ۱۷ مه ۱۷۴۸      | ۰۱:۲۲:۰۷           | ۰          | جزئی   | ۰٫۵۸۴۲ | —                   | ۷۰°۰۶′شمالی ۱۷۰°۵۴′غربی / ۷۰٫۱°شمالی ۱۷۰٫۹°غربی | —                      |                 | [ ۱ ] |
| ۱۰ نوامبر ۱۷۴۸  | ۲۰:۴۷:۵۰           | ۵          | مرکب   | ۱٫۰۰۰۱ | 00 دقیقه و ۰۰ ثانیه | ۵۸°۴۲′جنوبی ۱۳°۴۸′شرقی / ۵۸٫۷°جنوبی ۱۳٫۸°شرقی   | ۱ کیلومتر (۰٫۶۲ مایل)  |                 | [ ۱ ] |
| ۶ مه ۱۷۴۷       | ۰۷:۵۴:۱۶           | ۱۰         | مرکب   | ۱٫۰۱۳۶ | 01 دقیقه و ۱۶ ثانیه | ۳۴°۱۲′شمالی ۱۳۸°۴۸′غربی / ۳۴٫۲°شمالی ۱۳۸٫۸°غربی | ۵۱ کیلومتر (۳۲ مایل)   |                 | [ ۱ ] |
| ۳۱ اکتبر ۱۷۴۷   | ۰۵:۰۶:۳۸           | ۱۵         | حلقه‌ای | ۰٫۹۵۱۰ | 05 دقیقه و ۵۰ ثانیه | ۱۲°۳۰′جنوبی ۹۱°۰۰′غربی / ۱۲٫۵°جنوبی ۹۱٫۰°غربی   | ۱۸۰ کیلومتر (۱۱۰ مایل) |                 | [ ۱ ] |
| ۲۵ آوریل ۱۷۴۶   | ۲۱:۲۳:۱۴           | ۲۰         | Total  | ۱٫۰۶۴۴ | 05 دقیقه و ۵۰ ثانیه | ۱۳°۳۶′جنوبی ۳۳°۴۸′شرقی / ۱۳٫۶°جنوبی ۳۳٫۸°شرقی   | ۲۲۶ کیلومتر (۱۴۰ مایل) |                 | [ ۱ ] |
| ۲۰ اکتبر ۱۷۴۶   | ۰۶:۲۱:۰۰           | ۲۵         | حلقه‌ای | ۰٫۹۱۶۰ | 09 دقیقه و ۵۰ ثانیه | ۳۳°۱۲′شمالی ۹۴°۴۸′غربی / ۳۳٫۲°شمالی ۹۴٫۸°غربی   | ۴۱۱ کیلومتر (۲۵۵ مایل) |                 | [ ۱ ] |
| ۱۶ مارس ۱۷۴۵    | ۰۷:۰۸:۲۵           | -۸         | جزئی   | ۰٫۱۸۸۷ | —                   | ۷۱°۱۲′شمالی ۱۷۸°۵۴′شرقی / ۷۱٫۲°شمالی ۱۷۸٫۹°شرقی | —                      |                 | [ ۱ ] |
| ۱۴ آوریل ۱۷۴۵   | ۱۴:۲۶:۴۳           | ۳۰         | جزئی   | ۰٫۸۳۶۸ | —                   | ۷۱°۳۰′جنوبی ۱۴۷°۵۴′غربی / ۷۱٫۵°جنوبی ۱۴۷٫۹°غربی | —                      |                 | [ ۱ ] |
| ۸ اکتبر ۱۷۴۵    | ۰۵:۳۹:۴۱           | ۳۵         | جزئی   | ۰٫۴۴۴۳ | —                   | ۷۱°۴۲′شمالی ۷°۴۸′غربی / ۷۱٫۷°شمالی ۷٫۸°غربی     | —                      |                 | [ ۱ ] |
| ۵ مارس ۱۷۴۴     | ۲۰:۳۷:۲۱           | ۲          | مرکب   | ۱٫۰۰۱۶ | 00 دقیقه و ۰۹ ثانیه | ۳۵°۲۴′شمالی ۲۹°۲۴′شرقی / ۳۵٫۴°شمالی ۲۹٫۴°شرقی   | ۸ کیلومتر (۵٫۰ مایل)   |                 | [ ۱ ] |
| ۲۸ اوت ۱۷۴۴     | ۲۲:۰۳:۲۳           | ۷          | Total  | ۱٫۰۱۲۰ | 01 دقیقه و ۰۲ ثانیه | ۴۲°۱۸′جنوبی ۳°۱۲′شرقی / ۴۲٫۳°جنوبی ۳٫۲°شرقی     | ۸۰ کیلومتر (۵۰ مایل)   |                 | [ ۱ ] |
| ۲۳ فوریه ۱۷۴۳   | ۰۳:۰۴:۱۳           | ۱۲         | حلقه‌ای | ۰٫۹۵۳۱ | 05 دقیقه و ۵۳ ثانیه | ۱۴°۳۶′جنوبی ۵۳°۰۰′غربی / ۱۴٫۶°جنوبی ۵۳٫۰°غربی   | ۱۷۱ کیلومتر (۱۰۶ مایل) |                 | [ ۱ ] |
| ۱۸ اوت ۱۷۴۳     | ۱۲:۵۶:۵۹           | ۱۷         | Total  | ۱٫۰۶۱۴ | 05 دقیقه و ۴۳ ثانیه | ۱۱°۲۴′شمالی ۱۵۳°۳۶′شرقی / ۱۱٫۴°شمالی ۱۵۳٫۶°شرقی | ۲۰۳ کیلومتر (۱۲۶ مایل) |                 | [ ۱ ] |
| ۱۲ فوریه ۱۷۴۲   | ۰۳:۳۰:۵۵           | ۲۲         | حلقه‌ای | ۰٫۹۲۸۲ | 06 دقیقه و ۲۴ ثانیه | ۶۳°۳۶′جنوبی ۴۳°۵۴′غربی / ۶۳٫۶°جنوبی ۴۳٫۹°غربی   | ۳۹۰ کیلومتر (۲۴۰ مایل) |                 | [ ۱ ] |
| ۸ اوت ۱۷۴۲      | ۰۵:۲۶:۱۷           | ۲۷         | Total  | ۱٫۰۵۱۶ | 03 دقیقه و ۴۱ ثانیه | ۵۶°۴۲′شمالی ۸۶°۰۰′غربی / ۵۶٫۷°شمالی ۸۶٫۰°غربی   | ۲۱۲ کیلومتر (۱۳۲ مایل) |                 | [ ۱ ] |
| ۲ ژانویه ۱۷۴۱   | ۱۳:۵۹:۳۵           | -۶         | جزئی   | ۰٫۱۵۵۸ | —                   | ۶۵°۱۸′شمالی ۱۵۵°۴۲′شرقی / ۶۵٫۳°شمالی ۱۵۵٫۷°شرقی | —                      |                 | [ ۱ ] |
| ۱ فوریه ۱۷۴۱    | ۰۴:۴۶:۲۴           | ۳۲         | جزئی   | ۰٫۲۷۱۷ | —                   | ۶۸°۰۶′جنوبی ۸۵°۱۲′شرقی / ۶۸٫۱°جنوبی ۸۵٫۲°شرقی   | —                      |                 | [ ۱ ] |
| ۲۸ ژوئن ۱۷۴۱    | ۰۷:۲۳:۰۹           | -۱         | جزئی   | ۰٫۳۵۶۰ | —                   | ۶۴°۳۰′جنوبی ۱۰۰°۳۶′غربی / ۶۴٫۵°جنوبی ۱۰۰٫۶°غربی | —                      |                 | [ ۱ ] |
| ۲۷ ژوئیه ۱۷۴۱   | ۱۸:۵۰:۲۴           | ۳۷         | جزئی   | ۰٫۳۲۷۳ | —                   | ۶۷°۱۲′شمالی ۱۲۰°۵۴′غربی / ۶۷٫۲°شمالی ۱۲۰٫۹°غربی | —                      |                 | [ ۱ ] |
| ۲۲ دسامبر ۱۷۴۱  | ۰۱:۰۶:۱۰           | ۴          | Total  | ۱٫۰۲۲۸ | 02 دقیقه و ۱۱ ثانیه | ۲۱°۴۲′شمالی ۱۹°۱۸′غربی / ۲۱٫۷°شمالی ۱۹٫۳°غربی   | ۱۱۰ کیلومتر (۶۸ مایل)  |                 | [ ۱ ] |
| ۱۷ ژوئن ۱۷۴۰    | ۱۰:۵۴:۴۵           | ۹          | حلقه‌ای | ۰٫۹۴۸۰ | 06 دقیقه و ۴۳ ثانیه | ۱۵°۳۰′جنوبی ۱۶۸°۴۲′غربی / ۱۵٫۵°جنوبی ۱۶۸٫۷°غربی | ۲۴۳ کیلومتر (۱۵۱ مایل) |                 | [ ۱ ] |
| ۱۱ دسامبر ۱۷۴۰  | ۱۶:۲۵:۳۱           | ۱۴         | Total  | ۱٫۰۴۷۹ | 04 دقیقه و ۱۵ ثانیه | ۲۰°۰۶′جنوبی ۱۰۱°۲۴′شرقی / ۲۰٫۱°جنوبی ۱۰۱٫۴°شرقی | ۱۵۹ کیلومتر (۹۹ مایل)  |                 | [ ۱ ] |
| ۶ ژوئن ۱۷۳۹     | ۱۱:۳۰:۵۰           | ۱۹         | حلقه‌ای | ۰٫۹۵۷۲ | 04 دقیقه و ۵۰ ثانیه | ۲۷°۵۴′شمالی ۱۶۹°۳۶′شرقی / ۲۷٫۹°شمالی ۱۶۹٫۶°شرقی | ۱۵۷ کیلومتر (۹۸ مایل)  |                 | [ ۱ ] |
| ۱ دسامبر ۱۷۳۹   | ۰۷:۲۱:۰۷           | ۲۴         | Total  | ۱٫۰۱۴۲ | 01 دقیقه و ۰۱ ثانیه | ۵۶°۲۴′جنوبی ۱۴۷°۳۰′غربی / ۵۶٫۴°جنوبی ۱۴۷٫۵°غربی | ۶۴ کیلومتر (۴۰ مایل)   |                 | [ ۱ ] |
| ۲۶ مه ۱۷۳۸      | ۱۶:۲۹:۳۹           | ۲۹         | حلقه‌ای | ۰٫۹۹۳۳ | 00 دقیقه و ۲۶ ثانیه | ۶۸°۰۰′شمالی ۳۳°۲۴′شرقی / ۶۸٫۰°شمالی ۳۳٫۴°شرقی   | ۵۴ کیلومتر (۳۴ مایل)   |                 | [ ۱ ] |
| ۲۲ اکتبر ۱۷۳۸   | ۰۰:۴۳:۰۶           | -۴         | جزئی   | ۰٫۰۱۸۲ | —                   | ۶۰°۴۲′شمالی ۵۵°۳۰′شرقی / ۶۰٫۷°شمالی ۵۵٫۵°شرقی   | —                      |                 | [ ۱ ] |
| ۲۰ نوامبر ۱۷۳۸  | ۱۷:۲۰:۱۹           | ۳۴         | جزئی   | ۰٫۲۷۹۱ | —                   | ۶۱°۵۴′جنوبی ۳۷°۳۶′غربی / ۶۱٫۹°جنوبی ۳۷٫۶°غربی   | —                      |                 | [ ۱ ] |
| ۱۵ آوریل ۱۷۳۷   | ۲۱:۳۲:۴۸           | ۱          | Total  | ۱٫۰۶۱۷ | 03 دقیقه و ۵۷ ثانیه | ۵۲°۰۰′جنوبی ۷۲°۱۲′شرقی / ۵۲٫۰°جنوبی ۷۲٫۲°شرقی   | ۵۳۸ کیلومتر (۳۳۴ مایل) |                 | [ ۱ ] |
| ۱۰ اکتبر ۱۷۳۷   | ۰۰:۴۰:۰۹           | ۶          | حلقه‌ای | ۰٫۹۱۰۸ | 07 دقیقه و ۵۰ ثانیه | ۵۲°۰۶′شمالی ۲۳°۳۰′شرقی / ۵۲٫۱°شمالی ۲۳٫۵°شرقی   | ۸۰۲ کیلومتر (۴۹۸ مایل) |                 | [ ۱ ] |
| ۵ آوریل ۱۷۳۶    | ۱۴:۴۳:۴۱           | ۱۱         | Total  | ۱٫۰۷۱۵ | 05 دقیقه و ۴۶ ثانیه | ۹°۵۴′جنوبی ۱۳۴°۰۰′شرقی / ۹٫۹°جنوبی ۱۳۴٫۰°شرقی   | ۲۳۶ کیلومتر (۱۴۷ مایل) |                 | [ ۱ ] |
| ۲۹ سپتامبر ۱۷۳۶ | ۰۰:۵۹:۳۴           | ۱۶         | حلقه‌ای | ۰٫۹۴۵۴ | 05 دقیقه و ۵۰ ثانیه | ۱۴°۰۶′شمالی ۲۱°۴۸′غربی / ۱۴٫۱°شمالی ۲۱٫۸°غربی   | ۲۰۵ کیلومتر (۱۲۷ مایل) |                 | [ ۱ ] |
| ۲۶ مارس ۱۷۳۵    | ۰۵:۳۱:۰۶           | ۲۱         | Total  | ۱٫۰۲۲۳ | 01 دقیقه و ۵۶ ثانیه | ۲۵°۵۴′شمالی ۱۱۰°۱۸′غربی / ۲۵٫۹°شمالی ۱۱۰٫۳°غربی | ۹۱ کیلومتر (۵۷ مایل)   |                 | [ ۱ ] |
| ۱۸ سپتامبر ۱۷۳۵ | ۰۷:۵۹:۱۴           | ۲۶         | حلقه‌ای | ۰٫۹۹۹۵ | 00 دقیقه و ۰۳ ثانیه | ۱۹°۰۶′جنوبی ۱۴۶°۵۴′غربی / ۱۹٫۱°جنوبی ۱۴۶٫۹°غربی | ۲ کیلومتر (۱٫۲ مایل)   |                 | [ ۱ ] |
| ۱۳ فوریه ۱۷۳۴   | ۲۲:۴۴:۳۴           | -۷         | جزئی   | ۰٫۱۲۲۱ | —                   | ۶۲°۱۲′جنوبی ۱۳۹°۲۴′شرقی / ۶۲٫۲°جنوبی ۱۳۹٫۴°شرقی | —                      |                 | [ ۱ ] |
| ۱۵ مارس ۱۷۳۴    | ۱۳:۵۲:۱۴           | ۳۱         | جزئی   | ۰٫۳۰۹۷ | —                   | ۶۰°۵۴′شمالی ۶۸°۳۶′شرقی / ۶۰٫۹°شمالی ۶۸٫۶°شرقی   | —                      |                 | [ ۱ ] |
| ۹ اوت ۱۷۳۴      | ۱۲:۴۸:۱۹           | -۲         | جزئی   | ۰٫۲۱۲۷ | —                   | ۶۳°۰۰′شمالی ۶۶°۴۸′غربی / ۶۳٫۰°شمالی ۶۶٫۸°غربی   | —                      |                 | [ ۱ ] |
| ۷ سپتامبر ۱۷۳۴  | ۲۱:۳۸:۲۶           | ۳۶         | جزئی   | ۰٫۶۸۰۰ | —                   | ۶۱°۱۲′جنوبی ۴۳°۴۲′غربی / ۶۱٫۲°جنوبی ۴۳٫۷°غربی   | —                      |                 | [ ۱ ] |
| ۲ فوریه ۱۷۳۳    | ۲۲:۲۹:۳۲           | ۳          | حلقه‌ای | ۰٫۹۲۷۸ | 05 دقیقه و ۴۶ ثانیه | ۶۷°۳۶′جنوبی ۵۴°۰۰′شرقی / ۶۷٫۶°جنوبی ۵۴٫۰°شرقی   | ۴۴۶ کیلومتر (۲۷۷ مایل) |                 | [ ۱ ] |
| ۲۹ ژوئیه ۱۷۳۳   | ۰۴:۵۹:۱۹           | ۸          | Total  | ۱٫۰۴۰۴ | 02 دقیقه و ۳۶ ثانیه | ۶۷°۱۸′شمالی ۵۹°۳۶′غربی / ۶۷٫۳°شمالی ۵۹٫۶°غربی   | ۲۰۲ کیلومتر (۱۲۶ مایل) |                 | [ ۱ ] |
| ۲۲ ژانویه ۱۷۳۲  | ۰۱:۱۱:۳۸           | ۱۳         | حلقه‌ای | ۰٫۹۶۹۰ | 03 دقیقه و ۲۵ ثانیه | ۲۵°۵۴′جنوبی ۲۶°۰۰′غربی / ۲۵٫۹°جنوبی ۲۶٫۰°غربی   | ۱۱۲ کیلومتر (۷۰ مایل)  |                 | [ ۱ ] |
| ۱۸ ژوئیه ۱۷۳۲   | ۱۶:۵۰:۰۶           | ۱۸         | حلقه‌ای | ۰٫۹۹۵۱ | 00 دقیقه و ۳۲ ثانیه | ۲۳°۵۴′شمالی ۹۴°۱۲′شرقی / ۲۳٫۹°شمالی ۹۴٫۲°شرقی   | ۱۷ کیلومتر (۱۱ مایل)   |                 | [ ۱ ] |
| ۱۱ ژانویه ۱۷۳۱  | ۱۱:۰۰:۳۹           | ۲۳         | Total  | ۱٫۰۱۷۳ | 01 دقیقه و ۴۶ ثانیه | ۱۶°۴۸′شمالی ۱۷۸°۴۸′شرقی / ۱۶٫۸°شمالی ۱۷۸٫۸°شرقی | ۷۸ کیلومتر (۴۸ مایل)   |                 | [ ۱ ] |
| ۷ ژوئیه ۱۷۳۱    | ۲۱:۳۵:۴۷           | ۲۸         | حلقه‌ای | ۰٫۹۴۷۲ | 06 دقیقه و ۳۳ ثانیه | ۲۷°۱۸′جنوبی ۱۷°۲۴′شرقی / ۲۷٫۳°جنوبی ۱۷٫۴°شرقی   | ۳۱۰ کیلومتر (۱۹۰ مایل) |                 | [ ۱ ] |
| ۲ دسامبر ۱۷۳۱   | ۱۵:۳۳:۳۸           | -۵         | جزئی   | ۰٫۳۱۸۱ | —                   | ۶۸°۴۲′جنوبی ۴۴°۱۸′غربی / ۶۸٫۷°جنوبی ۴۴٫۳°غربی   | —                      |                 | [ ۱ ] |
| ۱ ژانویه ۱۷۳۰   | ۰۱:۵۷:۰۲           | ۳۳         | جزئی   | ۰٫۴۴۰۵ | —                   | ۶۵°۵۴′شمالی ۵۰°۰۶′غربی / ۶۵٫۹°شمالی ۵۰٫۱°غربی   | —                      |                 | [ ۱ ] |
| ۲۸ مه ۱۷۳۰      | ۰۷:۴۹:۵۷           | ۰          | جزئی   | ۰٫۴۴۳۸ | —                   | ۶۹°۱۸′شمالی ۷۸°۰۶′شرقی / ۶۹٫۳°شمالی ۷۸٫۱°شرقی   | —                      |                 | [ ۱ ] |
| ۲۶ ژوئن ۱۷۳۰    | ۲۲:۰۲:۲۱           | ۳۸         | جزئی   | ۰٫۰۶۴۹ | —                   | ۶۶°۴۲′جنوبی ۱۳°۵۴′شرقی / ۶۶٫۷°جنوبی ۱۳٫۹°شرقی   | —                      |                 | [ ۱ ] |
| ۲۲ نوامبر ۱۷۳۰  | ۰۵:۳۰:۰۰           | ۵          | حلقه‌ای | ۰٫۹۹۷۳ | 00 دقیقه و ۱۲ ثانیه | ۶۳°۰۰′جنوبی ۱۱۶°۳۰′غربی / ۶۳٫۰°جنوبی ۱۱۶٫۵°غربی | ۱۴ کیلومتر (۸٫۷ مایل)  |                 | [ ۱ ] |
| ۱۶ مه ۱۷۲۹      | ۱۴:۵۰:۱۲           | ۱۰         | Total  | ۱٫۰۱۷۰ | 01 دقیقه و ۳۰ ثانیه | ۴۲°۴۸′شمالی ۱۱۳°۳۶′شرقی / ۴۲٫۸°شمالی ۱۱۳٫۶°شرقی | ۶۶ کیلومتر (۴۱ مایل)   |                 | [ ۱ ] |
| ۱۰ نوامبر ۱۷۲۹  | ۱۳:۲۴:۲۴           | ۱۵         | حلقه‌ای | ۰٫۹۴۷۸ | 06 دقیقه و ۱۷ ثانیه | ۱۶°۳۶′جنوبی ۱۴۲°۴۸′شرقی / ۱۶٫۶°جنوبی ۱۴۲٫۸°شرقی | ۱۹۲ کیلومتر (۱۱۹ مایل) |                 | [ ۱ ] |
| ۶ مه ۱۷۲۸       | ۰۴:۴۳:۱۷           | ۲۰         | Total  | ۱٫۰۶۸۱ | 06 دقیقه و ۱۸ ثانیه | ۵°۲۴′جنوبی ۸۰°۴۲′غربی / ۵٫۴°جنوبی ۸۰٫۷°غربی     | ۲۳۲ کیلومتر (۱۴۴ مایل) |                 | [ ۱ ] |
| ۳۰ اکتبر ۱۷۲۸   | ۱۴:۱۸:۳۳           | ۲۵         | حلقه‌ای | ۰٫۹۱۴۴ | 10 دقیقه و ۳۲ ثانیه | ۲۸°۵۴′شمالی ۱۴۲°۰۰′شرقی / ۲۸٫۹°شمالی ۱۴۲٫۰°شرقی | ۴۱۸ کیلومتر (۲۶۰ مایل) |                 | [ ۱ ] |
| ۲۷ مارس ۱۷۲۷    | ۱۴:۴۵:۵۳           | -۸         | جزئی   | ۰٫۰۷۲۲ | —                   | ۷۱°۳۰′شمالی ۴۹°۰۰′شرقی / ۷۱٫۵°شمالی ۴۹٫۰°شرقی   | —                      |                 | [ ۱ ] |
| ۲۵ آوریل ۱۷۲۷   | ۲۱:۵۴:۴۰           | ۳۰         | جزئی   | ۰٫۹۶۹۸ | —                   | ۷۱°۱۲′جنوبی ۸۴°۳۶′شرقی / ۷۱٫۲°جنوبی ۸۴٫۶°شرقی   | —                      |                 | [ ۱ ] |
| ۱۹ اکتبر ۱۷۲۷   | ۱۳:۴۰:۲۵           | ۳۵         | جزئی   | ۰٫۴۶۲۴ | —                   | ۷۱°۳۶′شمالی ۱۴۴°۰۰′غربی / ۷۱٫۶°شمالی ۱۴۴٫۰°غربی | —                      |                 | [ ۱ ] |
| ۱۷ مارس ۱۷۲۶    | ۰۴:۰۲:۰۱           | ۲          | حلقه‌ای | ۰٫۹۹۹۷ | 00 دقیقه و ۰۱ ثانیه | ۴۳°۵۴′شمالی ۸۹°۱۸′غربی / ۴۳٫۹°شمالی ۸۹٫۳°غربی   | ۲ کیلومتر (۱٫۲ مایل)   |                 | [ ۱ ] |
| ۹ سپتامبر ۱۷۲۶  | ۰۶:۱۱:۴۵           | ۷          | Total  | ۱٫۰۱۱۱ | 00 دقیقه و ۵۴ ثانیه | ۴۷°۴۸′جنوبی ۱۲۶°۱۲′غربی / ۴۷٫۸°جنوبی ۱۲۶٫۲°غربی | ۸۱ کیلومتر (۵۰ مایل)   |                 | [ ۱ ] |
| ۵ مارس ۱۷۲۵     | ۱۰:۰۹:۲۹           | ۱۲         | حلقه‌ای | ۰٫۹۵۳۸ | 05 دقیقه و ۵۰ ثانیه | ۷°۵۴′جنوبی ۱۶۲°۱۸′غربی / ۷٫۹°جنوبی ۱۶۲٫۳°غربی   | ۱۶۹ کیلومتر (۱۰۵ مایل) |                 | [ ۱ ] |
| ۲۸ اوت ۱۷۲۵     | ۲۱:۰۹:۲۸           | ۱۷         | Total  | ۱٫۰۵۸۹ | 05 دقیقه و ۲۸ ثانیه | ۶°۱۸′شمالی ۲۸°۰۰′شرقی / ۶٫۳°شمالی ۲۸٫۰°شرقی     | ۱۹۶ کیلومتر (۱۲۲ مایل) |                 | [ ۱ ] |
| ۲۲ فوریه ۱۷۲۴   | ۱۰:۳۳:۵۴           | ۲۲         | حلقه‌ای | ۰٫۹۳۲۴ | 06 دقیقه و ۲۳ ثانیه | ۵۶°۰۶′جنوبی ۱۵۱°۴۲′غربی / ۵۶٫۱°جنوبی ۱۵۱٫۷°غربی | ۳۴۰ کیلومتر (۲۱۰ مایل) |                 | [ ۱ ] |
| ۱۸ اوت ۱۷۲۴     | ۱۳:۲۵:۵۶           | ۲۷         | Total  | ۱٫۰۴۶۷ | 03 دقیقه و ۳۰ ثانیه | ۵۱°۰۰′شمالی ۱۵۴°۳۶′شرقی / ۵۱٫۰°شمالی ۱۵۴٫۶°شرقی | ۱۸۶ کیلومتر (۱۱۶ مایل) |                 | [ ۱ ] |
| ۱۲ ژانویه ۱۷۲۳  | ۲۲:۰۷:۱۳           | -۶         | جزئی   | ۰٫۱۳۳۰ | —                   | ۶۶°۱۸′شمالی ۲۱°۴۲′شرقی / ۶۶٫۳°شمالی ۲۱٫۷°شرقی   | —                      |                 | [ ۱ ] |
| ۱۱ فوریه ۱۷۲۳   | ۱۲:۱۶:۴۳           | ۳۲         | جزئی   | ۰٫۳۴۰۵ | —                   | ۶۹°۰۶′جنوبی ۴۰°۵۴′غربی / ۶۹٫۱°جنوبی ۴۰٫۹°غربی   | —                      |                 | [ ۱ ] |
| ۹ ژوئیه ۱۷۲۳    | ۱۴:۱۹:۳۲           | -۱         | جزئی   | ۰٫۲۲۸۴ | —                   | ۶۵°۳۰′جنوبی ۱۴۳°۳۰′شرقی / ۶۵٫۵°جنوبی ۱۴۳٫۵°شرقی | —                      |                 | [ ۱ ] |
| ۸ اوت ۱۷۲۳      | ۰۲:۲۱:۲۲           | ۳۷         | جزئی   | ۰٫۴۰۸۴ | —                   | ۶۸°۱۲′شمالی ۱۱۳°۱۸′شرقی / ۶۸٫۲°شمالی ۱۱۳٫۳°شرقی | —                      |                 | [ ۱ ] |
| ۲ ژانویه ۱۷۲۲   | ۰۹:۴۱:۲۵           | ۴          | Total  | ۱٫۰۲۷۱ | 02 دقیقه و ۳۷ ثانیه | ۲۲°۱۸′شمالی ۱۵۲°۱۲′غربی / ۲۲٫۳°شمالی ۱۵۲٫۲°غربی | ۱۳۳ کیلومتر (۸۳ مایل)  |                 | [ ۱ ] |
| ۲۸ ژوئن ۱۷۲۲    | ۱۷:۲۲:۰۹           | ۹          | حلقه‌ای | ۰٫۹۴۴۰ | 07 دقیقه و ۱۵ ثانیه | ۲۱°۰۶′جنوبی ۹۱°۳۶′شرقی / ۲۱٫۱°جنوبی ۹۱٫۶°شرقی   | ۲۹۱ کیلومتر (۱۸۱ مایل) |                 | [ ۱ ] |
| ۲۳ دسامبر ۱۷۲۲  | ۰۱:۱۳:۳۹           | ۱۴         | Total  | ۱٫۰۴۹۴ | 04 دقیقه و ۲۷ ثانیه | ۲۱°۱۸′جنوبی ۳۱°۱۸′غربی / ۲۱٫۳°جنوبی ۳۱٫۳°غربی   | ۱۶۴ کیلومتر (۱۰۲ مایل) |                 | [ ۱ ] |
| ۱۶ ژوئن ۱۷۲۱    | ۱۷:۵۶:۳۹           | ۱۹         | حلقه‌ای | ۰٫۹۵۷۹ | 04 دقیقه و ۵۸ ثانیه | ۲۵°۱۸′شمالی ۷۳°۴۲′شرقی / ۲۵٫۳°شمالی ۷۳٫۷°شرقی   | ۱۵۳ کیلومتر (۹۵ مایل)  |                 | [ ۱ ] |
| ۱۱ دسامبر ۱۷۲۱  | ۱۶:۰۴:۴۸           | ۲۴         | مرکب   | ۱٫۰۱۲۹ | 00 دقیقه و ۵۵ ثانیه | ۶۰°۰۶′جنوبی ۸۳°۳۰′شرقی / ۶۰٫۱°جنوبی ۸۳٫۵°شرقی   | ۵۸ کیلومتر (۳۶ مایل)   |                 | [ ۱ ] |
| ۵ ژوئن ۱۷۲۰     | ۲۳:۲۰:۳۶           | ۲۹         | حلقه‌ای | ۰٫۹۹۸۵ | 00 دقیقه و ۰۶ ثانیه | ۶۷°۵۴′شمالی ۵۰°۳۶′غربی / ۶۷٫۹°شمالی ۵۰٫۶°غربی   | ۹ کیلومتر (۵٫۶ مایل)   |                 | [ ۱ ] |
| ۱ نوامبر ۱۷۲۰   | ۰۸:۵۲:۲۸           | -۴         | جزئی   | ۰٫۰۰۸۰ | —                   | ۶۱°۰۰′شمالی ۷۷°۱۸′غربی / ۶۱٫۰°شمالی ۷۷٫۳°غربی   | —                      |                 | [ ۱ ] |
| ۱ دسامبر ۱۷۲۰   | ۰۱:۴۴:۳۰           | ۳۴         | جزئی   | ۰٫۲۷۳۴ | —                   | ۶۲°۳۶′جنوبی ۱۷۴°۲۴′غربی / ۶۲٫۶°جنوبی ۱۷۴٫۴°غربی | —                      |                 | [ ۱ ] |
| ۲۷ آوریل ۱۷۱۹   | ۰۴:۵۸:۰۹           | ۱          | Total  | ۱٫۰۲۶۲ | —                   | ۶۰°۵۴′جنوبی ۱۳°۵۴′غربی / ۶۰٫۹°جنوبی ۱۳٫۹°غربی   | —                      |                 | [ ۱ ] |
| ۲۶ مه ۱۷۱۹      | ۱۱:۵۸:۰۲           | ۳۹         | جزئی   | ۰٫۰۳۱۹ | —                   | ۶۲°۱۲′شمالی ۳۷°۱۲′شرقی / ۶۲٫۲°شمالی ۳۷٫۲°شرقی   | —                      |                 | [ ۱ ] |
| ۲۱ اکتبر ۱۷۱۹   | ۰۸:۳۳:۴۹           | ۶          | حلقه‌ای | ۰٫۹۰۹۱ | 08 دقیقه و ۱۸ ثانیه | ۵۰°۱۲′شمالی ۱۰۰°۰۶′غربی / ۵۰٫۲°شمالی ۱۰۰٫۱°غربی | ۸۶۱ کیلومتر (۵۳۵ مایل) |                 | [ ۱ ] |
| ۱۶ آوریل ۱۷۱۸   | ۲۲:۱۳:۴۳           | ۱۱         | Total  | ۱٫۰۷۱۴ | 05 دقیقه و ۴۹ ثانیه | ۹°۱۸′جنوبی ۲۰°۳۰′شرقی / ۹٫۳°جنوبی ۲۰٫۵°شرقی     | ۲۴۰ کیلومتر (۱۵۰ مایل) |                 | [ ۱ ] |
| ۱۰ اکتبر ۱۷۱۸   | ۰۹:۰۰:۲۶           | ۱۶         | حلقه‌ای | ۰٫۹۴۵۶ | 05 دقیقه و ۵۱ ثانیه | ۱۰°۱۲′شمالی ۱۴۴°۰۰′غربی / ۱۰٫۲°شمالی ۱۴۴٫۰°غربی | ۲۰۵ کیلومتر (۱۲۷ مایل) |                 | [ ۱ ] |
| ۵ آوریل ۱۷۱۷    | ۱۲:۴۸:۲۸           | ۲۱         | Total  | ۱٫۰۲۱۸ | 01 دقیقه و ۵۲ ثانیه | ۲۶°۱۲′شمالی ۱۳۹°۲۴′شرقی / ۲۶٫۲°شمالی ۱۳۹٫۴°شرقی | ۸۵ کیلومتر (۵۳ مایل)   |                 | [ ۱ ] |
| ۲۸ سپتامبر ۱۷۱۷ | ۱۶:۱۸:۰۰           | ۲۶         | مرکب   | ۱٫۰۰۰۲ | 00 دقیقه و ۰۱ ثانیه | ۲۲°۰۰′جنوبی ۸۵°۴۸′شرقی / ۲۲٫۰°جنوبی ۸۵٫۸°شرقی   | ۱ کیلومتر (۰٫۶۲ مایل)  |                 | [ ۱ ] |
| ۲۴ فوریه ۱۷۱۶   | ۰۵:۵۱:۵۴           | -۷         | جزئی   | ۰٫۰۳۴۰ | —                   | ۶۱°۳۶′جنوبی ۲۱°۵۴′شرقی / ۶۱٫۶°جنوبی ۲۱٫۹°شرقی   | —                      |                 | [ ۱ ] |
| ۲۵ مارس ۱۷۱۶    | ۲۰:۴۶:۵۷           | ۳۱         | جزئی   | ۰٫۴۱۸۸ | —                   | ۶۰°۴۲′شمالی ۴۵°۳۶′غربی / ۶۰٫۷°شمالی ۴۵٫۶°غربی   | —                      |                 | [ ۱ ] |
| ۱۹ اوت ۱۷۱۶     | ۲۰:۵۳:۳۳           | -۲         | جزئی   | ۰٫۱۴۰۲ | —                   | ۶۲°۱۸′شمالی ۱۶۰°۵۴′شرقی / ۶۲٫۳°شمالی ۱۶۰٫۹°شرقی | —                      |                 | [ ۱ ] |
| ۱۸ سپتامبر ۱۷۱۶ | ۰۶:۰۴:۴۴           | ۳۶         | جزئی   | ۰٫۷۲۳۵ | —                   | ۶۰°۴۸′جنوبی ۱۷۹°۱۲′شرقی / ۶۰٫۸°جنوبی ۱۷۹٫۲°شرقی | —                      |                 | [ ۱ ] |
| ۱۳ فوریه ۱۷۱۵   | ۰۵:۴۴:۳۲           | ۳          | حلقه‌ای | ۰٫۹۳۱۱ | 05 دقیقه و ۲۱ ثانیه | ۶۵°۴۸′جنوبی ۴۷°۱۸′غربی / ۶۵٫۸°جنوبی ۴۷٫۳°غربی   | ۴۶۸ کیلومتر (۲۹۱ مایل) |                 | [ ۱ ] |
| ۹ اوت ۱۷۱۵      | ۱۲:۴۷:۱۸           | ۸          | Total  | ۱٫۰۳۳۵ | 02 دقیقه و ۰۷ ثانیه | ۶۶°۴۸′شمالی ۱۶۶°۴۸′غربی / ۶۶٫۸°شمالی ۱۶۶٫۸°غربی | ۱۸۴ کیلومتر (۱۱۴ مایل) |                 | [ ۱ ] |
| ۲ فوریه ۱۷۱۴    | ۰۸:۵۷:۳۳           | ۱۳         | حلقه‌ای | ۰٫۹۷۵۰ | 02 دقیقه و ۳۹ ثانیه | ۲۵°۳۶′جنوبی ۱۴۲°۳۰′غربی / ۲۵٫۶°جنوبی ۱۴۲٫۵°غربی | ۹۰ کیلومتر (۵۶ مایل)   |                 | [ ۱ ] |
| ۳۰ ژوئیه ۱۷۱۴   | ۰۰:۰۶:۰۸           | ۱۸         | حلقه‌ای | ۰٫۹۸۸۸ | 01 دقیقه و ۱۱ ثانیه | ۲۶°۰۰′شمالی ۱۴°۵۴′غربی / ۲۶٫۰°شمالی ۱۴٫۹°غربی   | ۴۰ کیلومتر (۲۵ مایل)   |                 | [ ۱ ] |
| ۲۲ ژانویه ۱۷۱۳  | ۱۹:۱۸:۳۹           | ۲۳         | Total  | ۱٫۰۲۳۳ | 02 دقیقه و ۱۹ ثانیه | ۱۵°۴۲′شمالی ۵۰°۵۴′شرقی / ۱۵٫۷°شمالی ۵۰٫۹°شرقی   | ۱۰۲ کیلومتر (۶۳ مایل)  |                 | [ ۱ ] |
| ۱۸ ژوئیه ۱۷۱۳   | ۰۴:۱۷:۴۶           | ۲۸         | حلقه‌ای | ۰٫۹۴۴۱ | 07 دقیقه و ۱۱ ثانیه | ۲۱°۱۲′جنوبی ۸۷°۰۰′غربی / ۲۱٫۲°جنوبی ۸۷٫۰°غربی   | ۲۹۱ کیلومتر (۱۸۱ مایل) |                 | [ ۱ ] |
| ۱۳ دسامبر ۱۷۱۳  | ۰۰:۲۳:۳۱           | -۵         | جزئی   | ۰٫۳۱۱۹ | —                   | ۶۷°۳۶′جنوبی ۱۶۹°۴۸′شرقی / ۶۷٫۶°جنوبی ۱۶۹٫۸°شرقی | —                      |                 | [ ۱ ] |
| ۱۱ ژانویه ۱۷۱۲  | ۱۰:۳۲:۴۵           | ۳۳         | جزئی   | ۰٫۴۶۷۴ | —                   | ۶۴°۴۸′شمالی ۱۶۹°۰۶′شرقی / ۶۴٫۸°شمالی ۱۶۹٫۱°شرقی | —                      |                 | [ ۱ ] |
| ۷ ژوئن ۱۷۱۲     | ۱۴:۲۰:۱۸           | ۰          | جزئی   | ۰٫۳۰۵۶ | —                   | ۶۸°۲۴′شمالی ۳۳°۰۰′غربی / ۶۸٫۴°شمالی ۳۳٫۰°غربی   | —                      |                 | [ ۱ ] |
| ۷ ژوئیه ۱۷۱۲    | ۰۴:۳۵:۳۷           | ۳۸         | جزئی   | ۰٫۱۹۵۹ | —                   | ۶۵°۴۲′جنوبی ۹۶°۴۲′غربی / ۶۵٫۷°جنوبی ۹۶٫۷°غربی   | —                      |                 | [ ۱ ] |
| ۲ دسامبر ۱۷۱۲   | ۱۴:۰۹:۳۷           | ۵          | حلقه‌ای | ۰٫۹۹۵۱ | 00 دقیقه و ۲۱ ثانیه | ۶۷°۰۰′جنوبی ۱۱۶°۱۲′شرقی / ۶۷٫۰°جنوبی ۱۱۶٫۲°شرقی | ۲۶ کیلومتر (۱۶ مایل)   |                 | [ ۱ ] |
| ۲۷ مه ۱۷۱۱      | ۲۱:۴۸:۲۳           | ۱۰         | Total  | ۱٫۰۱۹۶ | 01 دقیقه و ۳۶ ثانیه | ۵۱°۱۸′شمالی ۶°۲۴′شرقی / ۵۱٫۳°شمالی ۶٫۴°شرقی     | ۸۱ کیلومتر (۵۰ مایل)   |                 | [ ۱ ] |
| ۲۱ نوامبر ۱۷۱۱  | ۲۱:۴۲:۴۴           | ۱۵         | حلقه‌ای | ۰٫۹۴۵۳ | 06 دقیقه و ۳۸ ثانیه | ۲۰°۱۸′جنوبی ۱۶°۴۸′شرقی / ۲۰٫۳°جنوبی ۱۶٫۸°شرقی   | ۲۰۲ کیلومتر (۱۲۶ مایل) |                 | [ ۱ ] |
| ۱۷ مه ۱۷۱۰      | ۱۲:۰۲:۲۵           | ۲۰         | Total  | ۱٫۰۷۱۱ | 06 دقیقه و ۳۸ ثانیه | ۲°۳۰′شمالی ۱۶۵°۲۴′شرقی / ۲٫۵°شمالی ۱۶۵٫۴°شرقی   | ۲۳۷ کیلومتر (۱۴۷ مایل) |                 | [ ۱ ] |
| ۱۰ نوامبر ۱۷۱۰  | ۲۲:۱۹:۳۹           | ۲۵         | حلقه‌ای | ۰٫۹۱۳۳ | 11 دقیقه و ۱۰ ثانیه | ۲۵°۰۶′شمالی ۱۸°۰۰′شرقی / ۲۵٫۱°شمالی ۱۸٫۰°شرقی   | ۴۲۳ کیلومتر (۲۶۳ مایل) |                 | [ ۱ ] |
| ۶ مه ۱۷۰۹       | ۰۵:۱۸:۳۸           | ۳۰         | Total  | ۱٫۰۶۵۷ | 04 دقیقه و ۲۲ ثانیه | ۵۸°۱۲′جنوبی ۶۶°۵۴′غربی / ۵۸٫۲°جنوبی ۶۶٫۹°غربی   | ۷۵۰ کیلومتر (۴۷۰ مایل) |                 | [ ۱ ] |
| ۲۹ اکتبر ۱۷۰۹   | ۲۱:۴۷:۲۵           | ۳۵         | جزئی   | ۰٫۴۷۲۵ | —                   | ۷۱°۱۲′شمالی ۷۸°۳۰′شرقی / ۷۱٫۲°شمالی ۷۸٫۵°شرقی   | —                      |                 | [ ۱ ] |
| ۲۷ مارس ۱۷۰۸    | ۱۱:۱۶:۲۵           | ۲          | حلقه‌ای | ۰٫۹۹۷۰ | 00 دقیقه و ۱۴ ثانیه | ۵۳°۴۲′شمالی ۱۵۱°۲۴′شرقی / ۵۳٫۷°شمالی ۱۵۱٫۴°شرقی | ۲۲ کیلومتر (۱۴ مایل)   |                 | [ ۱ ] |
| ۱۹ سپتامبر ۱۷۰۸ | ۱۴:۳۰:۱۳           | ۷          | Total  | ۱٫۰۱۰۵ | 00 دقیقه و ۴۸ ثانیه | ۵۲°۵۴′جنوبی ۱۰۱°۲۴′شرقی / ۵۲٫۹°جنوبی ۱۰۱٫۴°شرقی | ۸۲ کیلومتر (۵۱ مایل)   |                 | [ ۱ ] |
| ۱۶ مارس ۱۷۰۷    | ۱۷:۰۵:۱۶           | ۱۲         | حلقه‌ای | ۰٫۹۵۴۴ | 05 دقیقه و ۴۴ ثانیه | ۰°۳۰′جنوبی ۹۰°۰۶′شرقی / ۰٫۵°جنوبی ۹۰٫۱°شرقی     | ۱۶۸ کیلومتر (۱۰۴ مایل) |                 | [ ۱ ] |
| ۹ سپتامبر ۱۷۰۷  | ۰۵:۲۹:۴۸           | ۱۷         | Total  | ۱٫۰۵۶۳ | 05 دقیقه و ۱۱ ثانیه | ۱°۰۶′شمالی ۹۹°۴۸′غربی / ۱٫۱°شمالی ۹۹٫۸°غربی     | ۱۸۹ کیلومتر (۱۱۷ مایل) |                 | [ ۱ ] |
| ۵ مارس ۱۷۰۶     | ۱۷:۲۹:۵۶           | ۲۲         | حلقه‌ای | ۰٫۹۳۶۷ | 06 دقیقه و ۲۲ ثانیه | ۴۸°۰۰′جنوبی ۱۰۰°۴۲′شرقی / ۴۸٫۰°جنوبی ۱۰۰٫۷°شرقی | ۲۹۷ کیلومتر (۱۸۵ مایل) |                 | [ ۱ ] |
| ۲۹ اوت ۱۷۰۶     | ۲۱:۳۲:۳۷           | ۲۷         | Total  | ۱٫۰۴۱۶ | 03 دقیقه و ۱۶ ثانیه | ۴۵°۱۲′شمالی ۳۲°۰۰′شرقی / ۴۵٫۲°شمالی ۳۲٫۰°شرقی   | ۱۶۲ کیلومتر (۱۰۱ مایل) |                 | [ ۱ ] |
| ۲۴ ژانویه ۱۷۰۵  | ۰۶:۰۹:۲۱           | -۶         | جزئی   | ۰٫۱۰۰۷ | —                   | ۶۷°۲۴′شمالی ۱۱۱°۳۰′غربی / ۶۷٫۴°شمالی ۱۱۱٫۵°غربی | —                      |                 | [ ۱ ] |
| ۲۲ فوریه ۱۷۰۵   | ۱۹:۴۰:۲۲           | ۳۲         | جزئی   | ۰٫۴۲۱۳ | —                   | ۷۰°۰۰′جنوبی ۱۶۵°۵۴′غربی / ۷۰٫۰°جنوبی ۱۶۵٫۹°غربی | —                      |                 | [ ۱ ] |
| ۱۹ ژوئیه ۱۷۰۵   | ۲۱:۱۹:۴۹           | -۱         | جزئی   | ۰٫۱۱۰۳ | —                   | ۶۶°۳۰′جنوبی ۲۶°۱۲′شرقی / ۶۶٫۵°جنوبی ۲۶٫۲°شرقی   | —                      |                 | [ ۱ ] |
| ۱۸ اوت ۱۷۰۵     | ۰۹:۵۸:۲۵           | ۳۷         | جزئی   | ۰٫۴۷۸۲ | —                   | ۶۹°۱۲′شمالی ۱۴°۳۰′غربی / ۶۹٫۲°شمالی ۱۴٫۵°غربی   | —                      |                 | [ ۱ ] |
| ۱۲ ژانویه ۱۷۰۴  | ۱۸:۱۰:۵۰           | ۴          | Total  | ۱٫۰۳۱۸ | 03 دقیقه و ۰۱ ثانیه | ۲۳°۵۴′شمالی ۷۶°۱۸′شرقی / ۲۳٫۹°شمالی ۷۶٫۳°شرقی   | ۱۵۸ کیلومتر (۹۸ مایل)  |                 | [ ۱ ] |
| ۸ ژوئیه ۱۷۰۴    | ۲۳:۵۴:۵۶           | ۹          | حلقه‌ای | ۰٫۹۳۹۷ | 07 دقیقه و ۳۸ ثانیه | ۲۷°۴۸′جنوبی ۱۰°۱۸′غربی / ۲۷٫۸°جنوبی ۱۰٫۳°غربی   | ۳۶۱ کیلومتر (۲۲۴ مایل) |                 | [ ۱ ] |
| ۲ ژانویه ۱۷۰۳   | ۰۹:۵۴:۴۴           | ۱۴         | Total  | ۱٫۰۵۱۲ | 04 دقیقه و ۴۰ ثانیه | ۲۱°۱۸′جنوبی ۱۶۲°۰۶′غربی / ۲۱٫۳°جنوبی ۱۶۲٫۱°غربی | ۱۷۰ کیلومتر (۱۱۰ مایل) |                 | [ ۱ ] |
| ۲۸ ژوئن ۱۷۰۳    | ۰۰:۳۰:۱۸           | ۱۹         | حلقه‌ای | ۰٫۹۵۸۲ | 05 دقیقه و ۰۹ ثانیه | ۲۲°۰۶′شمالی ۲۴°۴۲′غربی / ۲۲٫۱°شمالی ۲۴٫۷°غربی   | ۱۵۲ کیلومتر (۹۴ مایل)  |                 | [ ۱ ] |
| ۲۳ دسامبر ۱۷۰۳  | ۰۰:۴۲:۳۸           | ۲۴         | مرکب   | ۱٫۰۱۲۰ | 00 دقیقه و ۵۱ ثانیه | ۶۲°۴۲′جنوبی ۴۱°۳۶′غربی / ۶۲٫۷°جنوبی ۴۱٫۶°غربی   | ۵۴ کیلومتر (۳۴ مایل)   |                 | [ ۱ ] |
| ۱۷ ژوئن ۱۷۰۲    | ۰۶:۱۶:۵۴           | ۲۹         | مرکب   | ۱٫۰۰۲۵ | 00 دقیقه و ۱۱ ثانیه | ۶۶°۲۴′شمالی ۱۴۰°۱۲′غربی / ۶۶٫۴°شمالی ۱۴۰٫۲°غربی | ۱۳ کیلومتر (۸٫۱ مایل)  |                 | [ ۱ ] |
| ۱۲ دسامبر ۱۷۰۲  | ۱۰:۰۴:۲۰           | ۳۴         | جزئی   | ۰٫۲۷۲۰ | —                   | ۶۳°۳۰′جنوبی ۴۹°۳۶′شرقی / ۶۳٫۵°جنوبی ۴۹٫۶°شرقی   | —                      |                 | [ ۱ ] |
| ۷ مه ۱۷۰۱       | ۱۲:۲۱:۰۶           | ۱          | جزئی   | ۰٫۸۸۷۴ | —                   | ۶۱°۱۸′جنوبی ۱۳۵°۱۲′غربی / ۶۱٫۳°جنوبی ۱۳۵٫۲°غربی | —                      |                 | [ ۱ ] |
| ۵ ژوئن ۱۷۰۱     | ۱۹:۱۵:۱۴           | ۳۹         | جزئی   | ۰٫۱۷۶۹ | —                   | ۶۲°۵۴′شمالی ۸۳°۰۶′غربی / ۶۲٫۹°شمالی ۸۳٫۱°غربی   | —                      |                 | [ ۱ ] |
| ۳۱ اکتبر ۱۷۰۱   | ۱۶:۳۱:۵۳           | ۶          | حلقه‌ای | ۰٫۹۰۸۱ | 08 دقیقه و ۴۴ ثانیه | ۴۸°۳۰′شمالی ۱۳۴°۳۶′شرقی / ۴۸٫۵°شمالی ۱۳۴٫۶°شرقی | ۹۰۵ کیلومتر (۵۶۲ مایل) |                 | [ ۱ ] |